# 山本五十六
山本 五十六（やまもと いそろく、1884年〈明治17年〉4月4日 - 1943年〈昭和18年〉4月18日）は、日本の海軍軍人。最終階級は元帥海軍大将。栄典は正三位大勲位功一級。
新潟県長岡出身。旧姓は高野（たかの）。海兵32期、海大甲種14期。第26、27代連合艦隊司令長官。前線視察の際、ブーゲンビル島の上空で戦死（海軍甲事件）。日本において皇族・華族以外で、国葬を受けた最初の人物である。

## 生涯

### 明治

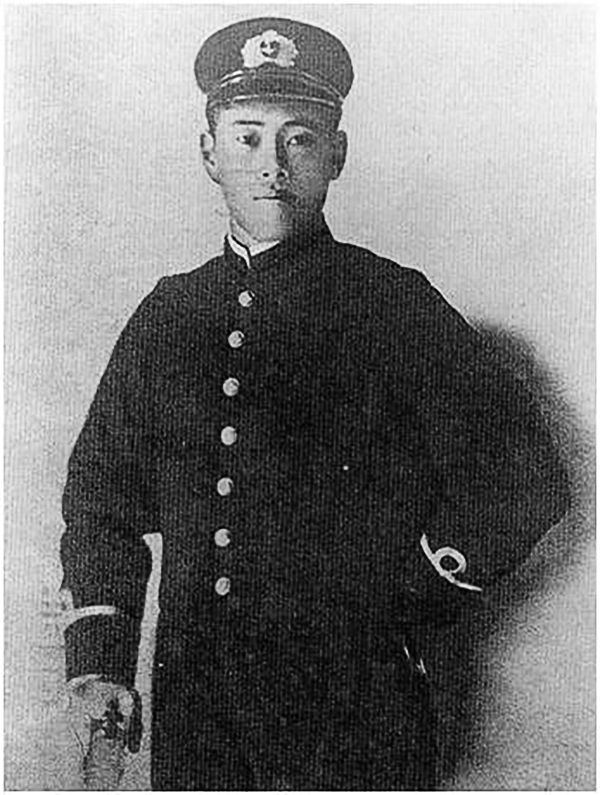
1905年撮影

1884年（明治17年）4月4日、新潟県古志郡長岡本町玉蔵院町（現在の長岡市坂之上町3丁目付近）で、旧越後長岡藩士（120石）・高野貞吉の六男として誕生する。当時の父親の年齢から「五十六（いそろく）」と名付けられた。母親も45歳と高齢だった。子供の頃から負けず嫌いで、小学生時代、「何でも食べるが鉛筆は無理だろう」とからかわれると、その場で鉛筆を食べだした。息子の山本義正によれば、少年時代の山本はアメリカ人宣教師の元で聖書の勉強をしたことがあるという。
長岡町立阪之上尋常小学校、旧制新潟県立長岡中学校卒業。中学生時代に10歳年長の甥である高野力が病死し、その際の両親の「五十六が力に代わって立派な武士（軍人）になってくれれば」という言葉が五十六のトラウマとなった。故に軍人を目指し、既に「武士の家の子は武士になる」と語っていた。五十六の海軍兵学校志望は、叔母が嫁いだ野村貞から海軍の話をたびたび聞いていたのと、兵学校を目指したものの病弱では無理と諦め結局病没した高野力の影響が指摘される。1901年（明治34年）に海軍兵学校32期に200名中2番で入校。同期生に堀悌吉、塩沢幸一、嶋田繁太郎、吉田善吾などがいる。在学中に堀悌吉と親友になった。日露戦争中の1904年（明治37年）11月、海軍兵学校を192名中11番で卒業。卒業時に教官より「もっと喋れ」と注意され、自身でも「直にして温」と戒めている。少尉候補生として練習艦「韓崎丸」に乗船する。
1905年（明治38年）1月に少尉候補生のまま装甲巡洋艦「日進」配属となり、5月27日の日本海海戦に参加する。この海戦において、左手の人差指と中指を欠損、左大腿部に重傷を負う。原因は、公式記録や五十六本人の手紙によれば「敵砲弾の炸裂」とされているが、旧海軍関係者間からは「日進」の前部砲塔における砲身内早発（膅発）である可能性が指摘されている。負傷時に着用していた軍服は、太平洋戦争勃発直前に故郷の博物館に寄贈された。左腕切断の可能性もあったが回復した。
その後防護巡洋艦「須磨」に5か月、戦艦「鹿島」に5か月、海防艦「見島」に4か月、駆逐艦「陽炎」に4か月と、各艦に勤務する。艦の勤務と並行して、海軍砲術学校普通科学生として16か月間、海軍水雷学校普通科学生として4か月の教育を受けた。卒業後、駆逐艦「春雨」、装甲巡洋艦「阿蘇」乗組みを経て三等巡洋艦（練習艦）「宗谷」に配属となる。「宗谷」では37期少尉候補生訓練を行い、井上成美、草鹿任一、小沢治三郎、鮫島具重を指導した。
1909年（明治42年）、アメリカ合衆国に駐在武官として赴任。1911年（明治44年）に海軍大学校乙種学生を卒業すると海軍砲術学校と海軍経理学校の教官になり、同僚の米内光政（後の海軍大臣・首相）と盟友になる。井上成美によれば、兵器学講座担当であったという。

### 大正

#### 軍歴

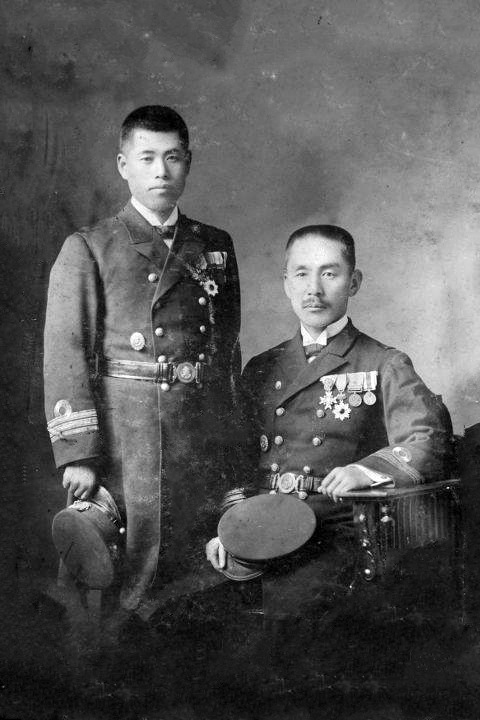
山本と堀悌吉（1910年代）

1914年（大正3年）12月、海軍大学校（甲種14期）に入学する。同期生に阿武清、有馬寛、出光万兵衛、秋山虎六などがいる。在学中の1915年（大正4年）、牧野忠篤の口添えで、旧長岡藩家老の家柄である山本家を相続する。海軍省に対する山本家への入籍および改姓届出は1916年（大正5年）9月20日付。
1916年（大正5年）12月、海軍大学校を卒業し、第2艦隊参謀に補されたが、着任した直後に腸チフスに罹患した。さらに、腸チフスの療養中に発症した虫垂炎が悪化して生命の危険に陥り、数時間に及ぶ大手術により一命を取り止めた。その後、故郷長岡で1917年（大正6年）年6月頃まで療養した。姪で看護婦の高野京が看病をした。回復後の1917年（大正6年）7月、海軍省軍務局員を務めたのち、海軍教育本部第一勤務となった。この頃、東京帝国大学医学部附属病院の医師・水野礼司から紹介された三橋礼子（会津藩士三橋康守の娘。礼子の母と礼司の母は姉妹で、米沢藩儒臣の湯野川忠国の娘。）に一目惚れし、見合いを経て8月31日に結婚した。

#### 米国留学
1919年（大正8年）4月5日、アメリカ合衆国への駐在を受命。ハーバード大学に留学した（～1921年5月5日）。1918年（大正7年）から「ナショナルジオグラフィック」を購読していた。長男の山本義正は、2度目のアメリカ滞在から日本に帰国した1928年（昭和3年）以降の事として「（山本がアメリカから帰国してから1930年（昭和5年）まで住んだ）鎌倉・材木座の自宅には、ナショナルジオグラフィックがアメリカから毎月届きました。当時小学生だった私は、父より先に封筒から取り出して良く見たものです」「（山本の）本棚の半分はアメリカの歴史に関する本で、他に黄色い背表紙のナショナルジオグラフィックがたくさん並んでいました。付録地図もケースの中に大切にとってありました。父はアメリカを知るためのあらゆる勉強をしていました」と語った。
アメリカ国内を視察し、油田や自動車産業、飛行機産業のサプライチェーンに強い印象を受けている。日本では専売指定されていた砂糖と塩でさえ、アメリカではプランテーションで大量生産され、市場で大量消費されている事をワシントンD.C.の喫茶店で知り、流通の差に衝撃を受ける。軍縮会議出席のため渡米中、山本がコーヒーに多量の砂糖を入れて飲むのを見た同席者が「ずいぶん甘党ですね」と声をかけると、「できるだけ（仮想敵である）アメリカの物資を使ってやるんだ」と冗談で答えている。
このアメリカ滞在時に駐米海軍武官の上田良武大佐（海軍航空開発の第一人者）より受けた指導と視察、研究の影響が、航空機の活用に着目するきっかけになった可能性がある。

#### 帰国後
1921年（大正10年）7月19日に帰国後、軽巡洋艦「北上」副長、続いて海軍大学校教官（軍政学担当）に転じる。1年後、海軍大学校教頭に山本英輔が着任し山本五十六の航空機観に影響を与えた。1922年（大正11年）、井出謙治大将と共に欧州・米国を視察した。英国・ロンドン滞在中に関東大震災が発生すると、山本は動揺する周囲に対し「日本人は偉大な民族であり、前より立派に復興する」と励ましている。
1922年、ワシントン海軍軍縮条約で八八艦隊計画により建造されていた長門型戦艦二番艦「陸奥」が問題となり、それに対抗してアメリカ海軍がコロラド級戦艦三隻、イギリス海軍がネルソン級戦艦二隻を建造したことに関して「陸奥一隻のためにアメリカとイギリスを強くしすぎた」と皮肉を言っている。
海軍省副官あるいは元帥副官の話が持ち込まれていたが、五十六の自身の希望と、山本英輔の推薦により、砲術から航空へ転科し、1924年（大正13年）9月、霞ヶ浦航空隊付、12月に教頭兼副長に補された。五十六は三和義勇（副長付）から航空機の操縦を学び、後に日本海軍の航空発展に深く関与するようになった。霞ケ浦空教官兼分隊長城英一郎大尉は、山本について、公私分別、操縦感もよく、適材適所に使い、情義厚く、航空隊内では山本は偉くなるぞと評判であったと日記に残している。山本はまず教頭兼副長を副長兼教頭に改め、三和に「当隊の軍紀風紀を刷新し遅刻、脱営者を皆無にするから補助しろ」と言った。また壇上で、「下士官、兵にして頭髪を伸ばしている者はみんな切れ。一週間の猶予をやる」と指示した。三和義勇によれば「山本は脱営者の見回りのため、自身で率先して巡検していた」という。
1925年、日本初の空母「鳳翔」が完成すると、「優秀な者を配員すべき」という意見があったが、山本は「そんな母艦はいらない。大多数が使えねばならないので、中級者を回し訓練を改善し努力いかんによるべき」とした。

#### 駐米大使館付武官

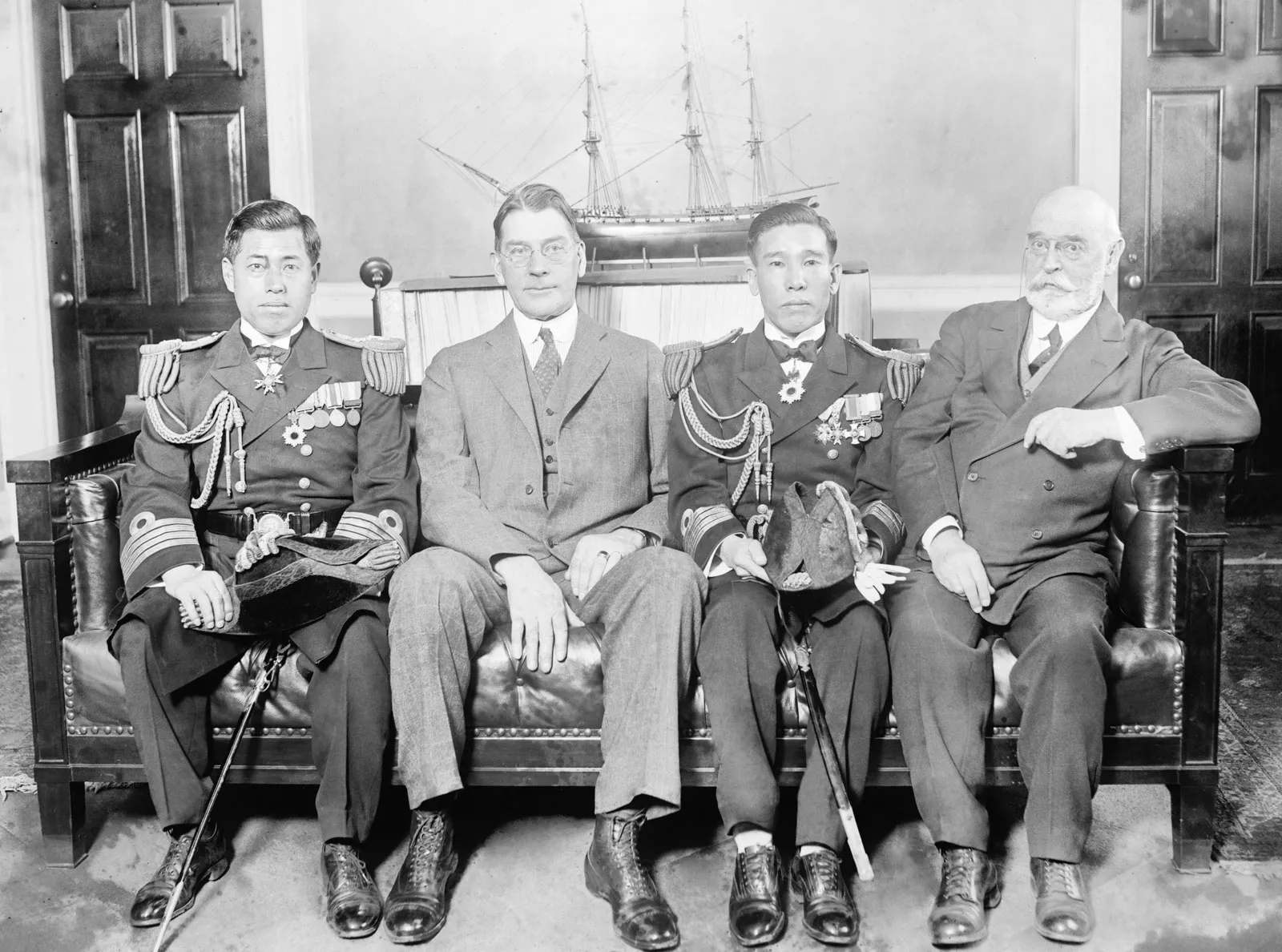
1920年代後半、アメリカ滞在中の山本。右はカーティス・ウィルバー

1925年（大正14年）12月、駐米大使館付武官となって、再びアメリカに滞在する。山本の航空隊在任は1年3か月であったが、「天洋丸」に乗船してアメリカに向う山本の頭上を、航空隊の部下達が編隊を組んで見送った。天性の物腰柔らかな態度を買われてアメリカに赴任した山本は英語力に磨きをかけるとともに、書道の腕前でアメリカの海軍士官やその妻たちを楽しませた。信じられないようなスピードで絹布の上に漢字を描いてみせたからである。
この際にも再びアメリカの石油や自動車、航空機や船舶などの生産や流通体制を視察、研究し、この経験が後の対米戦の戦略立案に大きな影響を与えた。
1927年（昭和2年）8月24日、美保関事件で軽巡洋艦「神通」艦長・水城圭次が自決した際、駐米武官・伊藤整一が「死んでは意味がない」と述べたところ、山本は「死を以て責に任ずるという事は、我が武士道の根本である。その考えが腹の底にあればこそ、人の長としても御勤めができる。そういう人が艦長に居ればこそ、日本海軍は大磐石なのだ。水城大佐の自決は立派とも言えるし、自分としては当然の事をやったとも考えて居る。君の様な唯物的考えは、今時流行るのかも知れぬが、それでは海軍の軍人として、マサカの時に役に立たぬぞ」と叱りつけている。

### 昭和

#### 航空本部

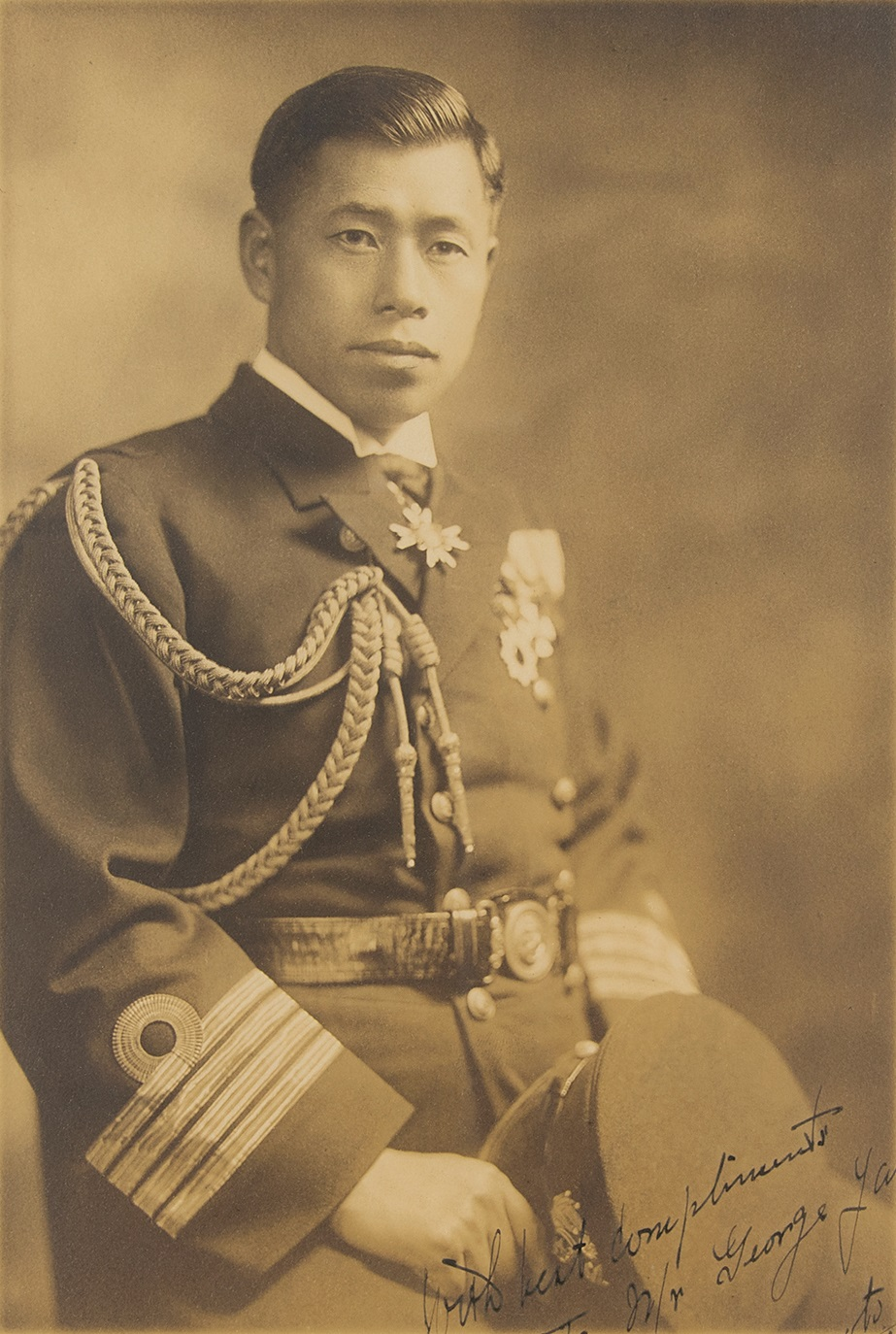
当時の階級は大佐。（1928年1月30日）

1928年（昭和3年）3月に帰国後、8月から軽巡洋艦「五十鈴」艦長を務めた。そこでの水雷学校での講義で、将来の海軍は航空主兵となること、「対米作戦では積極作戦をとりハワイを攻めるべき」と発言している。4ヵ月後に多段式空母「赤城」艦長に就任。着艦に失敗しそうになった飛行機に自ら飛びつき、山口多聞中佐らと共に飛行甲板から落ちるのを防ぐなど航空に全力を注いだ。佐官時代は愛煙家だったが、空母「赤城」艦長時代、航空機搭乗員が禁煙を宣告されたが無視していると、山本は「私も煙草は好きだが、日本の為だ。君ばかりに止めてはおかぬ」として禁煙を宣言した。それ以来、山本は煙草を吸わなかった。
1929年（昭和4年）11月、海軍少将に進級すると共にロンドン軍縮会議に次席随員として参加した。海軍随員であった山本と山口多聞は軍縮案に強硬に反対、日本側代表は混乱した。最も強硬に対米7割を主張し、首席全権の若槻禮次郎元首相を困らせ、大蔵省から派遣された賀屋興宣が、財政面から軍備の膨大な負担には堪えられないという旨の意見を言おうとした際には「賀屋黙れ、なお言うと鉄拳が飛ぶぞ！」等と怒鳴りつけて賀屋を黙らせたとも言われる。賀屋は、山本について「聞き上手で話やすい人。真に度胸のある、正しい素直な人。いつ論じ合っても後味の悪い事がない」と語っている。
この軍縮条約を巡って海軍内に艦隊派と条約派という派閥争いが生じ、山本を含めた海軍の人事に大きな影響を与え、この一件が、山本が艦隊派から同志であると受け止められた一因となり、山本出世のきっかけにもなった。結局、外交団代表は山本の意に反して軍縮条約に調印。海軍士官学校同期生（第32期）クラス会で、山本は「適任ではなかった」と予備交渉における苦悩を語っている。失意の山本が海軍を退職するという噂さえ流れた。だが山本は立ち直り、軍令部次長・末次信正に対し「劣勢比率を押しつけられた帝国海軍としては、優秀なる米国海軍と戦う時、先ず空襲を以て敵に痛烈なる一撃を加え、然る後全軍を挙げて一挙決戦に出ずべきである」と進言した。
1930年（昭和5年）12月、海軍航空本部技術部長に就くと航空主兵を強力に推し進めると同時に、未熟だった日本海軍航空機の発展に尽力した。外国機の輸入と研究に積極的であったが「外国機の輸入は我航空科学技術の恥辱と思わねばならぬぞ。それは日本科学の試験台なのだ。若し国産機が外国機の単なる模倣に終わったら、欧米科学に降伏したものと思え、その替わり、それを凌駕する優秀機が製造されたら、勝利は日本科学の上に輝いたと思え」と技術者達を激励している。1932年（昭和7年）、山本は海軍航空機の条件として、国産、全金属、単葉機の3つを掲げた。複葉機から単葉機への移行中に単葉機の速度が増え着艦距離が延びることが問題になったが、山本は「母艦発着甲板の方を長くせよ」と指導した。
1933年（昭和8年）夏、柴田武雄によれば、横須賀海軍航空隊（横空）研究会において、日高実保（大尉、海兵50期）が雷撃訓練に対空砲火や敵戦闘機の妨害の概念を取り入れるよう主張し、遠距離での発射を見越した高々度高速発射砲や魚雷の改善を求め、続いて柴田大尉が戦闘機の機銃の射程延長と照準器や兵器弾薬の発明の必要性を訴えると、山本が立ち上がり2人の意見を言語道断と否定し、「そもそも帝国海軍のこんにちあるは、肉迫必中の伝統的精神にある。今後、1メートルたりとも射距離を延ばそうとすることは絶対に許さん」と叱責したという。柴田は「上に山本のようなわけのわからないのがいると必ず負ける、歴史を無視した精神偏重で、戦闘機や技術開発に努めるべきだったのに山本には能力も英知も欠けていた」と批判している。
同年10月に第一航空戦隊司令官となり、空母「赤城」に座乗した。故郷長岡の希望者22名を「赤城」に招き、自ら艦内を案内したこともある。
G3M(九六式陸上攻撃機)の生みの親は山本五十六である。1933年に山本五十六が帝国海軍の航空局技術部長であったとき、長距離陸上機が緊急に必要なことについて関係者を説得した。山本五十六は、このような長距離陸上機が太平洋の遠距離で海軍の作戦を支援するために艦載機と同様に必要なことを強調したのである。製作計画が開始され、最初の試作機が完成した。この最初の航空機は軍の仕様によって製作されたものではなく、単に将来の爆撃機の特性と性能を決定するために開発されたものであった。この航空機は本庄季郎、久保富夫、日下部信彦によって設計され、カ-9 と呼ばれた。これがG3M シリーズの原型で、1934年4月に初飛行した。

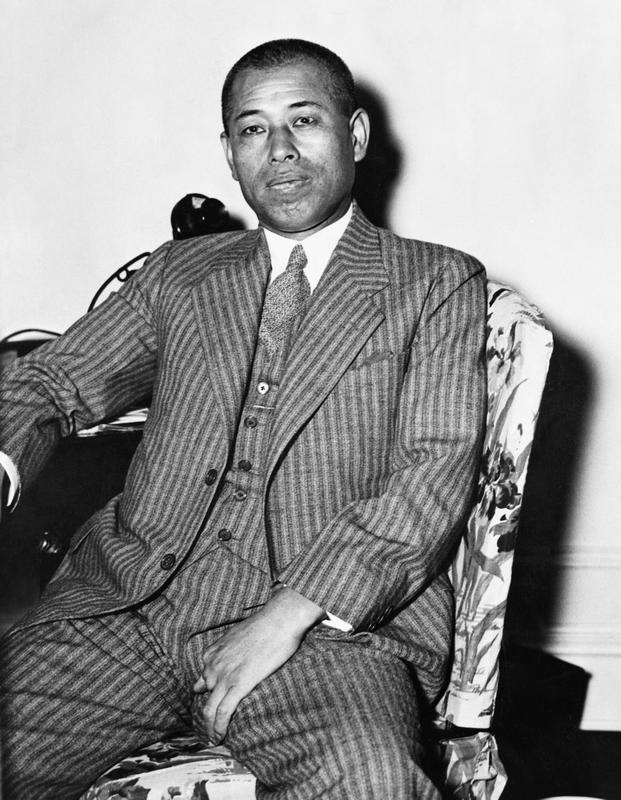
私服を着た山本五十六の肖像。1934年8月10日にニューヨークのホテルアスターで

1934年（昭和9年）「赤城」の第一航空戦隊研究会で横空分隊長・源田実大尉は、敵の航空母艦を先制制圧するために急降下爆撃機を善用すること、航続距離の延伸、操縦性の軽快さ、戦闘機としての流用等を考慮した「単座急降下爆撃機」を考案して、戦闘機と攻撃機の半数ずつをこれと入れ替える意見を出した際、山本は「源田の言うように飛行機は攻撃に使用すべきである」としつつ、「航法上の安全性からやはり二座になる」と却下した。
同年9月「俺も軍人だからね。どうしてもアメリカとやれといわれれば、アメリカともやってごらんにいれたいね。……俺の夢なんだからね。抑止力として、空母10隻、航空機800機を準備する。それだけで真珠湾とマニラを空襲し、太平洋艦隊とアジア艦隊を潰すことは確実にできるんだよ」「少なくとも一年間は、太平洋にアメリカの船と飛行機が存在しないってわけさ。それだけの戦争はやって見せる」と駐米大使・斉藤博に語ったとする主張がある。ただし、原徳三によれば当時の大本営にはPearl Harborを指す日本語が存在せず、山本は真珠港と呼んでいたとされる。また、アメリカ海軍は真珠湾ではなくサンディエゴを主な拠点としていた。

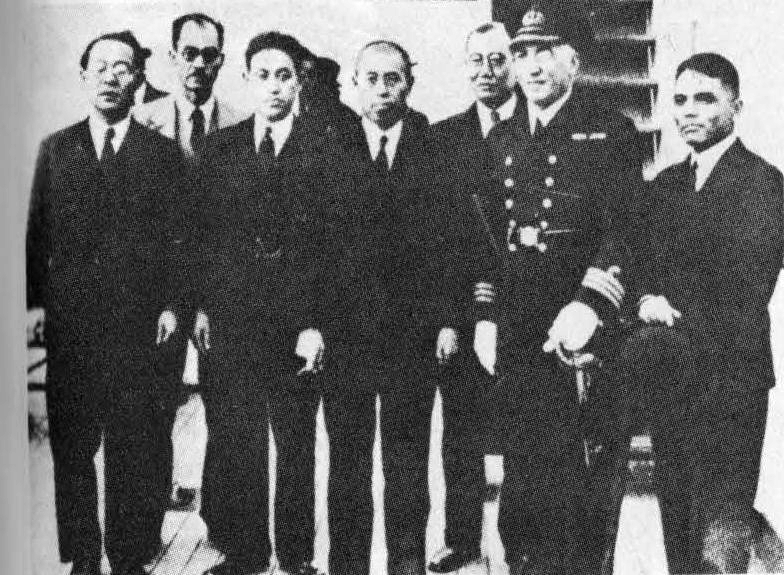
ロンドン滞在中の山本

9月20日、山本は第二次ロンドン海軍軍縮会議予備交渉の海軍側首席代表として日本を離れた。対米強硬派の軍事参議官・加藤寛治は「…見送盛也、但シ山本少シク上ボセ気味、大ニ托スルニ不足…」と日記に書いている。山本は政府の意を受けて「戦艦・空母の全廃、兵力量の各国共通制限設定」を主張し、列強交渉団と互角に渡り合う。
ただし、「戦艦・空母の全廃」は会議の決裂を日本政府が意図したものであり、山本が出発する直前の9月7日にワシントン海軍軍縮条約の破棄が決定している。このような状況の元で欧米と交渉中、同期の親友・堀悌吉が予備役に編入される大角人事があって山本は気力を失い、またアメリカも条約締結について冷淡であり、結局予備交渉は中断した。堀への手紙で山本は日本の対外強硬論への不満と苛立ちを語り、また愛人への手紙にも「自分がただ道具に使はれたに過ぎぬやうな気がして」と述べ、「誠に不愉快である」と心境を明かしている。ロンドンからかつての部下へ宛てた手紙には「英米を叩頭せしむるの日必しも遠からざるか如く被感候　海軍としては何はともあれ航空の躍進こそ急務中に急務なり」と書いた。
ロンドンから帰国直前の1935年1月、日独間の親善のため山本をベルリンでナチス・ドイツ総統アドルフ・ヒトラーに面会させること、ソビエト連邦を対象にした日独提携に日本が同意するかどうかを探ることを任務としたヨアヒム・フォン・リッベントロップの命によって、ドイツ技術の日本への移転に大きな役割を果たしていたシンツィンガー・ハック商会の設立者でハインケル社の代理人、日独協会理事のフリードリヒ・ハックの訪問を受けた。山本はヒトラーとの面会を了承したが、松平恒雄駐英大使や武者小路公共駐独大使が、日本海軍高官がヨーロッパで孤立するドイツのトップといきなり会うことを危惧したため実現しなかった。山本はベルリンでリッベントロップやエーリヒ・レーダー海軍統帥部長官や日独協会会長のパウル・ベンケ提督らと会談した。1934年末にはハインケル社と日本海軍の間に急降下爆撃機の技術売却交渉が始まっており、交換条件として航空母艦赤城の技術提供をドイツ海軍が要望していた。急降下爆撃機の技術導入は空母艦載機の攻撃能力一新がかかった重要課題であり、九九式艦上爆撃機の完成に結実した。また、赤城の技術情報を得たドイツ海軍は空母グラーフ・ツェッペリンの建造に着手、1938年12月進水式を行った。日独間の対ソ提携の件はその夏以降、駐独陸軍武官の大島浩とリッベントロップの間で進められることになった。
1935年（昭和10年）2月、シベリア経由で日本に帰国、東京駅に降りた山本を海軍大臣・大角岑生、外務大臣・広田弘毅等が出迎えた。山本は海軍を退職する意思を持ったが、堀に慰留された。山本はしばし故郷長岡で休養し、母校の学生達と交流する。第二次ロンドン海軍軍縮会議に赴く軍事参議官・永野修身から随行するよう要請されたが、先の予備交渉で懲りた山本は固辞した。
4月に故郷長岡の阪之上小学校で演説を行い、日本人として重要な恩として「天皇の恩、親の恩、師の恩」を挙げ、「世の中に立って、国の為に尽くすことが、先生に対する生徒の、第一の恩返しになる」と語っている。
12月、海軍航空本部長に任命される。横山大観から絵の呈上の申し出があった際には、全力で勤務にあたるため芸術にひたる余裕なしと述べて断っている。空軍独立論について、山本は陸軍が主導権を握ることを懸念して強硬に反対した。のちに太平洋戦争の島嶼戦において、陸海軍航空隊との指揮権を統一する提案が出た際も、一貫して反対している。海軍航空本部総務部長を務めていた時、直接の部下だった草鹿龍之介が山本のための機密費・接待費の捻出に苦労していることを知ると、山本は自ら海軍省と交渉に乗り出して金500円（当時価格）を獲得し、草鹿に渡している。航空本部長時代、手相骨相鑑定家の水野義人を海軍航空本部嘱託に採用し、山本は航空搭乗員採用試験の際に応募者の手相・骨相を鑑定させ、採用・不採用の参考としている。
この頃、欧米列強は新世代戦艦（ポスト条約型戦艦）の開発・建艦を一斉に開始し、日本も大和型戦艦の建造計画を立案する。山本は航空本部教育部長・大西瀧治郎大佐と共に反対論を唱え、艦政本部と対立した。山本の航空主兵論と艦政本部長・中村良三大将の大艦巨砲主義論の対立は結論が出ず、軍令部総長・伏見宮博恭王の仲裁で、翌年7月に高等技術会議で大和型2隻の建造が決定し、③計画における3万トン級正規空母（翔鶴型航空母艦）2隻の建造も決定した。山本は「砲戦が行われる前に飛行機の攻撃により撃破せられるから、今後の戦闘には戦艦は無用の長物になる」と反対し、大和型戦艦建造に携わった福田啓二によれば、山本は福田の肩に手を置き「どうも水を差すようですまんがね、君たちは一生建命やっているが、いずれ近いうちに失職するぜ。これからは海軍も空軍が大事で大艦巨砲はいらなくなると思う」と語った。福田は不沈艦は無理でも沈みにくい船を作ると反論した。また、山本は九六式陸上攻撃機など攻撃機の量産で航空戦力の攻撃力を強化したが、大西瀧治郎と共に攻撃力にならない戦闘機を軽視したことで、戦闘機無用論者と見なされている。
1936年（昭和11年）2月の二・二六事件では、反乱に賛同する海軍青年士官を一喝して追い返し、重傷を負った侍従長・鈴木貫太郎のために医師を手配している。総理大臣・岡田啓介の救出にも米内光政と共に関わった。二・二六事件における米内の対応を山本は高く評価し、後日、永野修身が海軍大臣を辞任する際、山本は米内を後任として推薦している。
同年11月の長岡での講演会では、海軍を退職したのち長岡で青年の教育を行う夢を語っている。

#### 海軍次官
1936年（昭和11年）11月25日、日独防共協定が締結、翌月12月1日に山本は海軍次官に就任。海軍省記者クラブ「黒潮会」に山本目当てで入会する新聞記者が多く、次官室会見で座れない記者が出るほどであった。山本は海軍担当新聞記者の家庭についても把握して話題にしていた。海軍次官時代、駐英大使・松平恆雄が葉巻を山本に贈ろうとしたところ、日中戦争（支那事変）解決までは吸わないと預け、戦死して預けたままとなった。同様に次官時代、執務室に「百戦百勝不如一忍　玄峰」の掛軸を飾っていた。次官時代の山本に三年間接した松島慶三（海軍報道部部員）によれば「山本は私怨を差し挟むほどの小人物ではない」という。1937年（昭和12年）、在南京総領事須磨弥吉郎との肝煎りで、対外情報収集と宣伝活動を目的にした内閣情報部設立に関与する。
1937年（昭和12年）12月、高松宮宣仁親王（海軍少佐）が軍令部に着任する際、海軍省の正面玄関で職員全員が皇族を出迎える計画だったところ、山本は予定を取り消させ、高松宮は一少佐として到着した。ただし、山本は自ら親王の部屋に出向いて挨拶している。
次官就任は山本の政治手腕を買っていた永野修身の熱望によるものだったが、山本自身はあくまで航空本部長の職を天職だと考えており、続投を望んでいた。ただ、天真爛漫な性格の永野と性格の起伏が激しい山本の仲がしっくりいかないことは、新聞記者達の間では周知の事実だったという。2か月後、廣田内閣が総辞職して林内閣が成立し、山本は海軍大臣となった米内光政の下で林内閣・第1次近衛内閣、平沼内閣と留任する。この当時、海軍省では会議のあと米内が会見を行わず山本の会見だけで終わることもあった。米内の海軍大臣就任は永野の最大の功績の一つとされ、艦隊派としてワシントン海軍軍縮条約に反対し、統帥権でも問題を起こしていた末次信正の大臣就任阻止と加藤寛治海軍大将の影響力を抑えるという一面もあった。
盧溝橋事件が発生して日中戦争（支那事変）に拡大、第二次上海事変が起きると海軍航空隊も本格的に投入された。山本は外交問題の処理に携わり、1937年（昭和12年）8月に駐華イギリス大使ナッチボルー・ヒューゲッセン(en:Hughe Knatchbull-Hugessen)が日本軍機の誤爆で負傷した事件、12月に海軍航空隊が米砲艦を誤爆したパナイ号事件の解決に奔走する。山本は駐日アメリカ大使ジョセフ・グルーに謝罪、同時に綿密な検証によってアメリカの誤解を解き、事件の余波を最小限に抑えている。だが1938年（昭和13年）11月25日、米内が南シナ海の海南島を占領する計画を五相会議で提案し、閣議了承される。海軍軍令部（次長・古賀峯一、第一部長・宇垣纏、第一部第一（作戦）課長・草鹿龍之介）も賛同し、1939年（昭和14年）2月に日本軍は海南島を軍事占領した。山本は米英の反発を招く事を懸念して反対したが、軍令部総長・伏見宮の賛成により制止できなかった。草鹿によれば日本の南方進出を見込んだ布石であったが、東南アジアに多数の植民地を持つ欧米列強との関係は一挙に悪化した。3月、米国で客死した前駐米大使・斎藤博の遺骨が米巡洋艦「アストリア」(USS Astoria, CA-34) で礼送され、横浜港にて山本が受け取ったという。4月、航空本部長を兼務した。
山本は日独伊三国同盟の締結に対し、米内光政、井上成美らと最後まで反対した。この一件から海軍条約派三羽烏（海軍左派）とも言われているが、陸軍や外務省の提案に対して海軍の方針を示していただけで、対案を出す等積極的姿勢を見せなかった。山本達の反対理由は主に、以下の4つであった。
- 英米との関係が悪化して、支那事変の解決が困難になる。
- 日ソ開戦の場合、ドイツは遠距離すぎて援助・支援が期待できない。
- 条約で日本が損をする項目があるのではないか。
- 軍事同盟締結により、ドイツとイタリアに中国大陸の権益を要求される懸念がある。

山本は海軍書記官・榎本重治に「世間ではオレを三国同盟反対の親玉のようにいうが、根源は井上なんだぞ」と不機嫌そうに語ったこともある。
三国同盟賛成派は山本のイメージを悪化させるプロパガンダを展開し、暗殺の風評を流した。山本は表面的には鷹揚に行動したが、密かに遺書も書いている。私服の憲兵が護衛についた他、自宅に機関銃が備えられたこともあった。山本は、三国同盟賛成と反英国・米国世論の盛り上がりは日本陸軍と内務省の合議による組織的なものと報告した。政治も世論も同盟締結に傾き、山本達は孤立していく。ところがノモンハン事件が起きて日本とソ連が軍事衝突を起こす中、8月23日、ドイツはソ連と独ソ不可侵条約を締結。平沼内閣は「欧州情勢は複雑怪奇なり」の言葉を残して総辞職、日独伊三国同盟第一次交渉は頓挫した。山本達は「（同盟締結の）芽だけを摘んで根元を刈り取らなかった」という指摘もある。
千早正隆(戦艦「扶桑」の高角砲分隊長)によると、1938年（昭和13年）の「長門」後甲板上の天幕の下で行われた対空射撃研究会で高級将校は最前列のケンバス椅子に、一般士官は食卓用木製長椅子に座っていたが、研究発表中に入ってきた山本はオブザーバーという立場から後方の長椅子に座っていたという。
1939年（昭和14年）「水から石油が採れる」と主張した科学者に海軍共済組合で実験させた。海軍省先任副官・一宮義之らは反対したが、山本は「君達のように浅薄な科学知識ではわからない。深遠な科学というものはそうではない」とたしなめたが、その科学者は詐欺師だった。

#### 第26代連合艦隊司令長官
1939年（昭和14年）8月30日、山本は第26代連合艦隊司令長官（兼第一艦隊司令長官）に就任する。山本は任官を拒否。吉田善吾が海軍大臣に内定された際、吉田の下で次官として留任し日米開戦を回避出来るように補佐する事を要望して、米内光政に人事の撤回を強く要求したが認められなかった。連合艦隊司令長官就任は采配・指揮能力を買われたのではなく、三国同盟に強硬に反対する山本が、当時の軍部内に存在した三国同盟賛成派勢力や右翼勢力により暗殺される可能性を米内が危惧し、一時的に海軍中央から遠ざけるためにこの人事を行った。
山本は後任の次官・住山徳太郎について「海軍は誰が大臣、次官になろうと、根本政策、方針に変わりなく微動だにしない。住山が来たって同じで、その見本を示すためだ」と周囲に語っていた。また山本は自宅で新聞記者を前に普段飲まない酒を飲み、最善の御奉公をするつもりだと連合艦隊司令長官としての決意と覚悟を語っている。連合艦隊司令長官は山本の本望ではなく、後の兵学校同期生会で「仮に手柄をたてて賞められるようなことがあっても、それは次官当時、油をためた手柄に勝ることはなかろう」と話している。
山本はアメリカとの戦争は無謀と知りつつ海軍軍人・連合艦隊司令長官としてアメリカを仮想敵とした戦略を練り、連合艦隊参謀長・福留繁にハワイ奇襲作戦について語っていた。「アメリカと戦うためには航空機増産しかない」との信念に従って、当時最新鋭の零式艦上戦闘機と一式陸上攻撃機各1,000機の増産を求めるが、軍令部第一部長・宇垣纏に拒否された。福留によれば、大和型戦艦3・4番艦（信濃と111号艦）の建造を中止させて航空機優先の生産体制を作るため、伊藤整一を連合艦隊参謀長に、福留を軍令部第一部長にする人事が行われた。当時、水平爆撃の命中精度が著しく悪かったため、水平爆撃廃止論が圧倒的に有力であったが、山本は「私が連合艦隊の司令長官である限り、水平爆撃は廃止しない」と明言した。
1940年（昭和15年）、第二次世界大戦緒戦でナチス・ドイツはフランスを含めヨーロッパのほぼ全域を掌握する。同年2月下旬の手紙で山本は三国同盟について「唯あんな同盟を作って有頂天になった連中がいざと云う時自主的に何処迄頑張り得るものか問題と存じ候。当方重要人事異動の匂いあり唯中央改善と艦隊強化も得失に迷いあり候」と懸念していた。山本の憂慮とは裏腹に日本はドイツへの接近を強め、日本海軍も親独傾向を強めていた。
幾度かの駐在経験からアメリカとの国力の違いを認識しており、4月11日の故郷・長岡中学校での講演で「伸びきったゴムは役に立たない。今の日本は上から下まで、全国の老人から子供までが、余りにも緊張し伸びきって、それで良いのか」と語りかけ、「日本がアジアの真のリーダーとなるには20-30年かかる」と述べている。
海軍省と軍令部の省部合同会議で総論として三国同盟締結に傾き、9月15日の海軍首脳会議にて調印に賛成の方針が決定した。会議直前、山本は海軍大臣・及川古志郎から機先を制されて賛成するよう説得され、会議では殆ど発言しなかったので、司会役の海軍次官・豊田貞次郎により「海軍は三国同盟賛成に決定する」が正式な結論となる。山本は条約成立が米国との戦争に発展する可能性を指摘して、陸上攻撃機の配備数を2倍にする事を求めたのみだった。山本は堀悌吉に「内乱では国は滅びない。が、戦争では国が滅びる。内乱を避けるために、戦争に賭けるとは、主客転倒も甚だしい」と言い残して東京を去った。2か月後の9月27日、日本は日独伊三国同盟に調印した。山本はこれを受け、友人の原田熊雄に「全く狂気の沙汰。事態がこうなった以上全力を尽くすつもりだが、おそらく私は旗艦「長門」の上で戦死する。その頃までには東京は何度も破壊され最悪の状態が来る」と語った。

三国同盟の締結、日本海軍の海南島占領や北部仏印進駐などにより、日本とイギリス・アメリカとの関係は急速に悪化していった。当時の近衛文麿首相の『近衛日記』によると、近衛に日米戦争の場合の見込み問われた山本は
と発言している。
井上成美は戦後この時の山本の発言について「優柔不断な近衛さんに、海軍は取りあえず1年だけでも戦えると間違った判断をさせてしまった。はっきりと、『海軍は（戦争を）やれません。戦えば必ず負けます』と言った方が、戦争を回避出来たかも知れない」と述べている。山本は嶋田繁太郎に宛てた手紙で近衛との面会について「随分と人を馬鹿にしたる如き口吻にて現海軍の大臣と次官とに対し不平を言はれたり　是等の言分は近衛公の常習にて驚くに足らず。要するに近衛公や松岡外相等に信頼して海軍が足を地からはなす事は危険千万にして誠に　陛下に対し奉り申訳なき事なりとの感を深く致候御参考迄」と論じている。同時期、山本を訪問した反町英一に、秋には引退して故郷に戻りたいと語っている。11月10日の宮城で行われた紀元二千六百年記念行事には、「蔣介石率いる中国軍から宮城を空爆されるのを防ぐ」との理由で参加しなかった。
1941年（昭和16年）1月7日、海軍大臣・及川古志郎への書簡『戦備ニ関スル意見』にて「（真珠湾攻撃構想は）既に昨年11月下旬、一応口頭にて進言せる所と概ね重複す」とあり山本はすでに真珠湾攻撃を検討していた。山本は及川への書簡で、自分を第一航空艦隊司令長官に格下げし直接指揮させてほしいと希望し、空母喪失と引き換えに戦争を一日で終える気構えも示していた。また、山本は連合艦隊司令長官には米内光政を期待していた。また、新聞記者に山本が海軍大臣だった場合の連合艦隊司令長官人事を問われ「米内さんだヨ。あのひと一人だネ」と答えている。書状には「大臣一人限御含迄」とあり、軍令部総長・伏見宮には伏せていた。堀悌吉への手紙によれば及川は米内の連合艦隊長官人事に同意したが、井上成美の反対で潰されたという。
1月14日ごろ山本は第十一航空艦隊参謀長・大西瀧治郎少将へ手紙を送り、1月26日か27日に大西が長門の山本を訪ねてきた。大西への手紙の要旨は「国際情勢の推移如何によっては、あるいは日米開戦の已むなきに至るかもしれない。日米が干戈をとって相戦う場合、わが方としては、何か余程思い切った戦法をとらなければ勝ちを制することはできない。それには開戦劈頭、ハワイ方面にある米国艦隊の主力に対し、わが第一、第二航空戦隊飛行機隊の全力をもって、痛撃を与え、当分の間、米国艦隊の西太平洋進行を不可能ならしむるを要す。目標は米国戦艦群であり、攻撃は雷撃隊による片道攻撃とする。本作戦は容易ならざることなるも、本職自らこの空襲部隊の指揮官を拝命し、作戦遂行に全力を挙げる決意である。ついては、この作戦を如何なる方法によって実施すればよいか研究してもらいたい。」という要旨であった。大西は第一航空戦隊参謀・源田実に作戦計画案を早急に作るように依頼してそれに大西が手を加えて作案し3月初旬ごろ山本のもとへ提出された。山本は真珠湾の水深の関係から雷撃ができなければ所期効果を期待しえないので空襲作戦は断念するつもりであった。しかし不可能ではないと判断されたため戦艦に対し水平爆撃と雷撃を併用する案になった。
1月24日、衆議院議員・笹川良一に「日米開戦に至らば己が目ざすところ、素よりグアム・フィリピンに非ず、はたまたハワイ・サンフランシスコに非ず、実にワシントン・ホワイトハウスの思ならざるべからず。当路の為政家果たして此本腰の覚悟と自信ありや」と語った。4月、地方長官会議で東京に集まった全国道府県長官・知事を旗艦「長門」に招き、「イザ戦う時には水平線の彼方に敵艦隊の煙が見える前に、撃滅してしまう決心である」「私はつねに艦隊の最先頭の旗艦の艦橋にあって指揮する。これは日本海軍の伝統なのです」と演説し、国民に向けた最後の言葉となった。6月、自らを「昭和の相模太郎（北条時宗）」になぞらえ、「雄大なるドイツの大作戦、ああ壮なる哉」と賞賛する。9月12日、再び近衛に日米戦の見通しについて語り、前年9月の会見と同様内容を答申しつつ、戦争になった場合は山本自らが飛行機や潜水艦に乗って1年から1年半は存分に暴れてみせると述べた。

#### 第27代連合艦隊司令長官

##### 第一段作戦

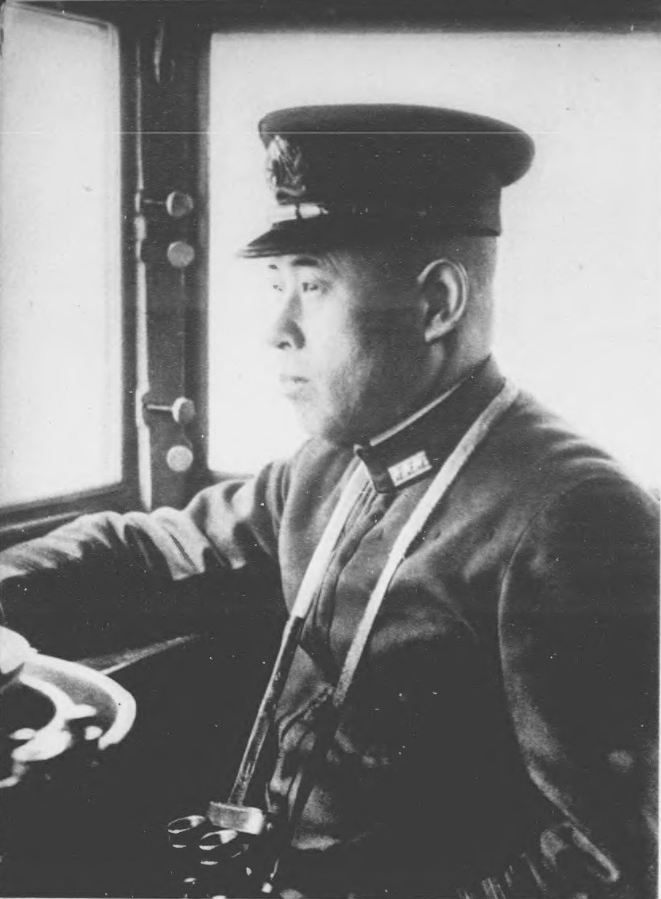
1941年頃

1941年（昭和16年）8月11日、連合艦隊司令長官に再任。政務参謀の藤井茂中佐によれば、山本に中央に戻って軍政で活躍して欲しいとの熱望が諸方面から寄せられ、藤井も山本の資質を軍政向きと見ていたが、実現することはなかったという。1941年（昭和16年）9月、連合艦隊航空参謀・佐々木影中佐に「戦艦は2隻あればいい。戦力としてではなく、連合艦隊の旗艦と、その予備艦としてだ。通信施設と居住施設はよくしなければいかん」と語っている。
連合艦隊の各艦隊長官の人事は海軍大臣と連合艦隊司令長官の意向が反映され、山本は第一航空艦隊の司令官として南雲忠一（兵学校36期）と小沢治三郎（兵学校37期）を候補にかけ、小沢より扱いやすい南雲を選び、水雷戦術専門の南雲の補佐として航空専門家の草鹿龍之介や源田実を参謀としてつけたと見る者もいる。連合艦隊司令長官付の近江兵治郎によれば、山本は、南雲が軍令部時代に堀悌吉中将を予備役に追いやったことに対して好印象を持っておらず、南雲が第一航空艦隊司令長官に任命された時には「南雲の水雷屋が」と悪態をついたという。10月22日に、第一航空艦隊から長官・南雲、参謀長・草鹿を更迭し、小沢を任命するように参謀長の宇垣纏から進言があり、山本は同意したという記述が宇垣の戦時日記にあるが、実現はされていない。
第一航空艦隊参謀長の任についていた草鹿龍之介は真珠湾攻撃に反対の立場だった。そこで大西瀧治郎少将と相談の上、戦艦「長門」にいた山本を訪れて反対論を展開した。山本は大西と草鹿に「ハワイ奇襲作戦は断行する。両艦隊とも幾多の無理や困難はあろうが、ハワイ奇襲作戦は是非やるんだという積極的な考えで準備を進めてもらいたい」旨を述べ、さらに「僕がいくらブリッジやポーカーが好きだからといってそう投機的だ、投機的だというなよ。君たちのいうことも一理あるが、僕のいうこともよく研究してくれ」と話した。大西は「草鹿君、長官がああまで仰るなら、一つまかせてみようじゃないか」と前言を翻し、唖然とする草鹿を横目に、大西と山本はポーカーを始めた。山本は草鹿を「長門」の舷門まで見送り、「真珠湾攻撃は、最高指揮官たる私の信念だ。どうか私の信念を実現することに全力を尽くしてくれ」とを草鹿の肩を叩いた。
1941年（昭和16年）9月に海軍大学校で行われた真珠湾攻撃図上演習では、第一航空艦隊は大戦果をあげると同時に空母3隻が沈没・1隻が大破と判定された。山本は南雲の肩を叩いて「ああいうことは人によっていろいろ意見があるからね、かならず起るということはないよ」と語った。連合艦隊参謀長・宇垣纏によって撃沈判定は取り消され演習を続けた。
9月24日、特別討議で参謀長・宇垣纏から軍令部第一部長・福留繁に対し、「自分は着任後日も浅く確たる自信はないが、山本長官は職を賭してもこの作戦を決行する決意である」と伝えられた。10月12日、近衛文麿別邸・荻外荘で会談が行われ、及川古志郎と海軍首脳は優柔不断な応答に終始、山本は「乃公（だいこう）が当局者であったら、海軍は正直に米国に対し最後の勝利はないというネ」と批判した。10月19日、空母4隻（赤城、加賀、蒼龍、飛龍）での奇襲作戦は承認されたが、翔鶴型航空母艦2隻（翔鶴、瑞鶴）を含む6隻という山本の希望は容認されず、連合艦隊参謀が軍令部に派遣され、この時にも「職を賭しても断行する決意である」と伝えられ、強硬な申し入れが行われた。これにより軍令部総長・永野修身の「山本長官がそれほどまでに自信があるというのならば」という一言で、軍令部側は全面的に譲歩して6隻使用を認めた。また海軍大臣・嶋田繁太郎に対する10月24日付の書簡で「開戦劈頭有力な航空兵力によって敵本営に斬り込み、米海軍をして物心ともに当分起ち難いまでの痛撃を加えるほかなしと考えることに立ち入った次第です」と述べ、山本の決意を知った嶋田はハワイ奇襲攻撃作戦に許可を出している。黒島亀人ら幕僚によれば、山本は「この作戦が採用されなければ長官の職責を遂行する自信ないから辞任する、この作戦に失敗すれば戦争は終わりだ」と漏らしていたという。
しかし、南方での持久作戦を推奨する軍令部や、伝統的な洋上艦隊決戦を重視する多くの海軍軍人と山本の間には溝があった。また山本の心中は、故郷長岡で余生を過ごしたいという思いと、戦争になれば活躍して「さすがは五十サダテガンニ」と言われる事はしたいという思いに揺れていた。11月下旬から12月旬にかけて、家族や親しい人々にそれとなく別れを告げた。11月3日に嶋田と面会、「長門」に戻ったあと宇垣らを連れて7日から11日まで再び東京へ出張し、軍令部や陸軍と作戦の打ち合わせを行う。13日、呉にて各艦隊指揮官に大海令第一号を伝え、X時が12月8日であることを明かす。12月2日、上京した際に山本は軍令部に事前の宣戦布告を確認した。12月3日、昭和天皇に拝謁して勅語を賜り、侍従武官・城英一郎が山本の奉答文を届けると、天皇は三度読み返し満足げな表情を浮かべたという。
山本はハワイ空襲と関連しハワイ攻略を相談したこともあり、ハワイにはアメリカ海軍軍人の半数が存在したため捕虜にすれば勢力回復が困難と見ていたが、実行はしていない。真珠湾攻撃の目標決定は、山本の意図である敵の主力機動部隊を緒戦で壊滅させ戦意をくじく心理的効果と敵の機動力の喪失にあった。甲標的母艦「千代田」艦長・原田覚より真珠湾攻撃での甲標的の使用を具申され、山本は一死奉公の奇襲案に感激するも、攻撃後の収容が困難なので不採用とした。しかし、何度も陳情があり採用となった。真珠湾攻撃に赴く甲標的搭乗員10名と対面した際、山本は直筆の揮毫を渡している。

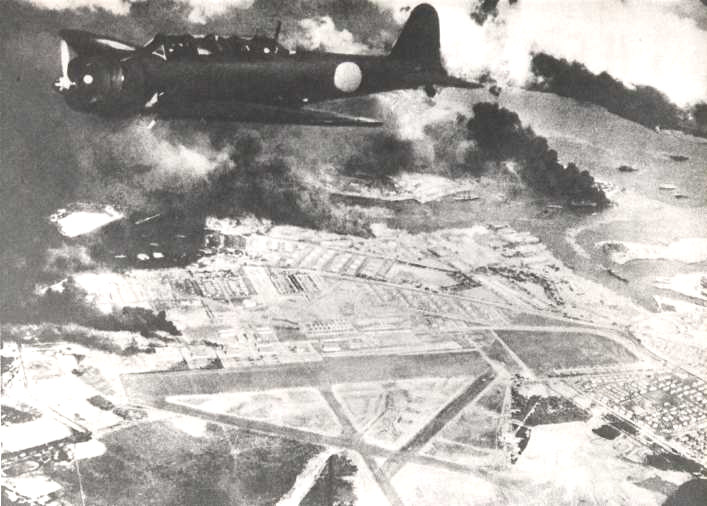
炎上する真珠湾上空を飛行する九七式艦上攻撃機

12月8日に、マレー半島のイギリス軍に対して陸軍が行ったマレー作戦よりイギリスとの間に開戦し、続いて行われた真珠湾攻撃では戦艦4隻が大破着底、戦艦2隻が大・中破するなど、アメリカ海軍の太平洋艦隊を行動不能する大戦果をあげた。攻撃後、連合艦隊司令部では実行部隊である南雲艦隊による反復攻撃を訴える声があったが、山本は「南雲はやらんだろう」「機動部隊指揮官（南雲）に任せよう」と言った。参謀長・宇垣纏からは今から下令しても時機を失し攻撃は翌朝になると反対があった。
12月9日に山本は幕僚にハワイ攻略、セイロン島攻略の研究を命じた。セイロン島攻略の目的はインド洋のイギリス海軍艦隊を誘いだし撃滅することが目的であった。またセイロン島を確保することで西方の態勢を整えインド独立、敵補給路遮断という狙いもあった。連合艦隊戦務参謀・渡辺安次によれば山本は「オーストラリアの攻略はあまりに迂遠すぎる」と言っていたという。しかし翌年2月から日本軍によるオーストラリア本土空襲が1943年11月まで実施されている。
12月10日に行われたマレー沖海戦も成功し、イギリスの新型戦艦「プリンス・オブ・ウェールズ」「レパルス」を撃沈する。連合艦隊旗艦戦艦「長門」で、山本は「レパルスは撃沈できるが、プリンス・オブ・ウェールズは大破だろう」と言うと、作戦参謀・三和義勇が2隻とも沈めると反論し、山本はビール10ダースを賭け、三和は1ダース賭けていた。12月10日夜、「長門」の艦橋にいた山本の元に天皇からマレー沖海戦の勝利を褒賞する感状が届いた。航海長・坂田涓三によれば、帽子を取って皇居の方向に最敬礼した山本が、椅子に座るなり艦橋の柵の上にうつぶせになり号泣したという。
山本は1942年（昭和17年）1月18日から19日にかけて旗艦を臨時に 戦艦「大和」に移したあと、2月12日正式に旗艦を「大和」に変更した。従兵長・近江兵治郎によれば、山本が「大和」について語ったことはなかったという。「大和」を旗艦としていた頃、機関科の乗員に依頼して、軍用の小銃の実包を自分の猟銃に使用できるよう違法改造させたという話があるが、実際はスラバヤ攻略部隊から献上された英国製連装猟銃で、宇垣纏が参謀長室に飾っていたものである。
1942年（昭和17年）2月3日、宇垣が広島湾で撃ち落とした鴨20羽で山本や幕僚たちは水鳥鍋を楽しみ、何かと噛み合わない山本と宇垣も、この時だけは双方心から楽しんでいた。宇垣はこの後も木更津（3月13日）やトラック島でも鳥撃ちを行い、獲物を持ち帰って山本を喜ばせた。焼鳥会では山本もビールを片手に上機嫌だった。
3月30日、「大和」の射撃訓練に立ち合った際、46cm主砲が目標を大きく外れて着弾したため、山本は砲術長を厳しく叱責したが、すぐ「射撃の失敗を喜んでいる。今回命中したら大和の射撃はそれまでだ。しかしこの失敗あって日本海軍砲術の明日がある」と諭した。

##### 第二段作戦

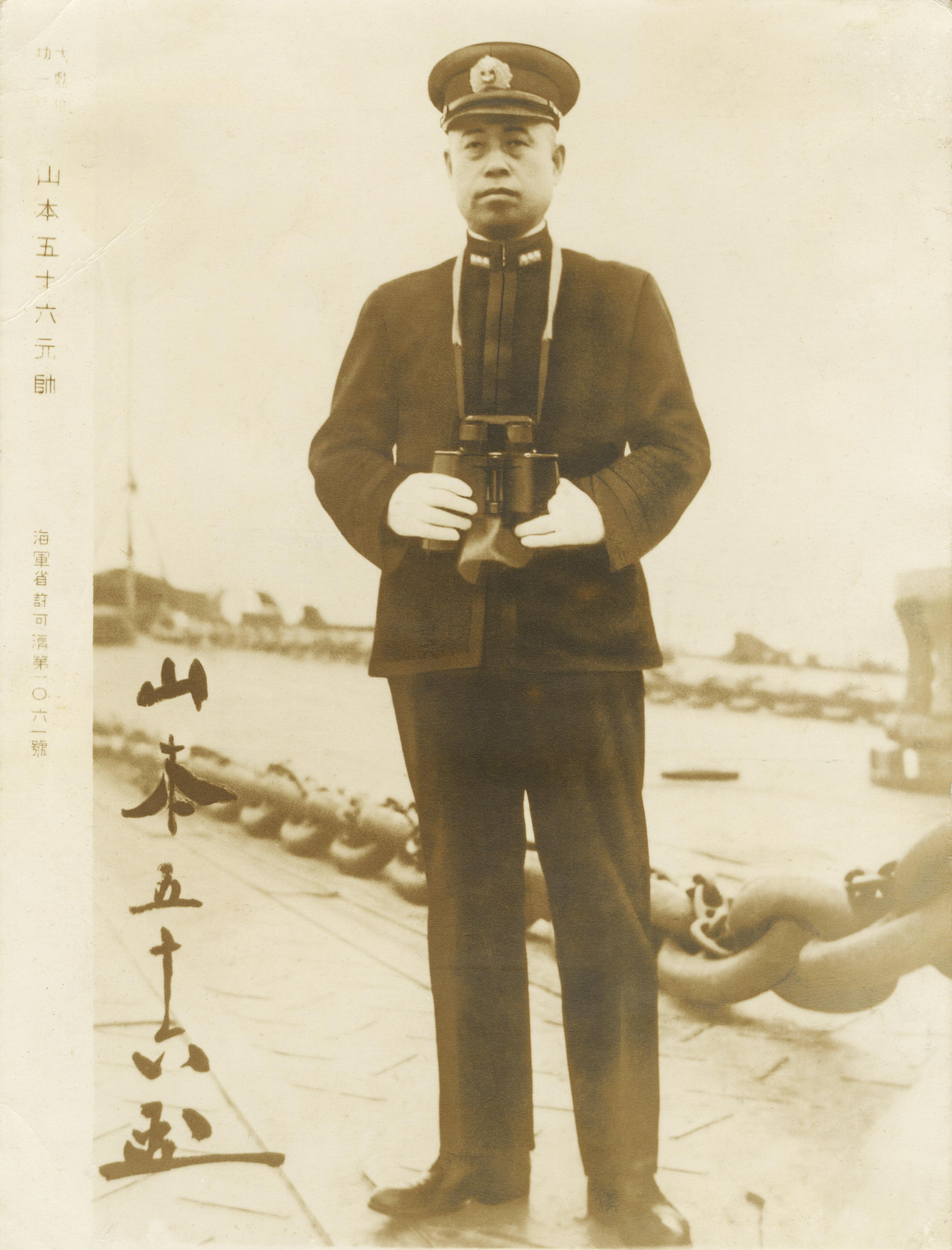
甲板上の山本（1942年）

マレー作戦、真珠湾攻撃、マレー沖海戦に始まる南方作戦（第一段作戦）で大本営の要望通りの成功を収めると、山本は第二段作戦に取り掛かった。
山本は真珠湾攻撃前に対米最後通告が遅れないように中央に対し確認していたが、駐米大使館の失態により結果的に遅れていた。山本は「騙し打ちの声はアメリカの宣伝」と当初は考えていたが、1942年（昭和17年）2、3月ごろから本当に遅れたのではと考え始めていた。このため山本は、積極作戦で立ち直りを困難にして早急に敵の戦意喪失が必要と考えた。結果的に真珠湾攻撃が宣戦布告の前に行われ、アメリカ国民が激昂したことに山本は心を痛め「僕が死んだら、陛下と日本国民には、連合艦隊には決して初めからそういう計画をしておりませんと、そうはっきりと伝えて欲しい」と周囲に語っている。
4月4日の誕生日に、勲一等功二級の勲章が授与された。山本は「こんなもの貰って良いのかな」「自分はアメリカ軍の砲艦を南京近くで沈めた以外何もしてはおらん。軍令部総長功一級の関係からか」と恥ずかしがっていた。
軍令部は米豪分断作戦を、連合艦隊司令部は当初インド洋作戦を主張し、軍令部に却下されるとハワイ攻略作戦へと重点を移す。連合艦隊司令部は、山本の望むハワイ攻略をにらんだミッドウェー島攻略作戦を独自に作成し、早く認めさせるため大本営の望むFS作戦を組み入れ4月1日までに幕僚にまとめさせた。連戦連勝の驕りから成功を前提にスケジュールが組まれ、敵勢力を事前に調べることもしなかった。作戦案は4月3日に軍令部に持ち込まれたがFS作戦を進めたい軍令部作戦課はこれに反対した。これに対し連合艦隊参謀・渡辺安次からミッドウェー攻略作戦が認められなければ山本は職を辞すと伝えられた。しかし軍令部作戦課は反対の意思を変えなかった。4月5日、渡辺は軍令部次長・伊藤整一から理解を得て、軍令部総長・永野修身まで伝えられ、第一部長・福留繁が召致され協議の末、FS作戦に修正を加えて連合艦隊案が採決され、第二段作戦の骨子となった。軍令部によれば決め手は「山本が十分な自信があると言うから」であったという。首席参謀・黒島亀人によれば、ミッドウェー作戦における山本の辞職示唆は脅しではなく決意していたという。また、山本の幕僚は一航艦の南雲長官と草鹿参謀長に批判的であり、南雲を第一航空艦隊長官から更迭すべきと要望したが、「それでは南雲が悪者になってしまう」と答えて却下した。
2月22日には日本海軍の潜水艦によりアメリカ本土砲撃に成功したほか、アメリカ西海岸沿岸で大規模な通商破壊戦を行っている。これに対してアメリカ海軍は4月18日にドーリットル空襲により日本本土初空襲に成功、山本に国民から非難の投書があった。山本は以前から本土空襲による物質的精神的な影響を重視していたため、一層ミッドウェー攻略作戦の必要を感じた。連合艦隊航空参謀・佐々木彰によれば、山本は日本が空母によるハワイ奇襲を企図できるのであるから、哨戒兵力の不十分な日本本土に対して、アメリカもまた奇襲を企図できると考えていたようであるという。
5月8日、珊瑚海海戦で日本軍は失敗し、ポートモレスビー作戦は延期になり進攻が初めて止められた。連合艦隊司令部では徹底して追撃せず北上退避した第4艦隊司令長官・井上成美を臆病風、攻撃精神の欠如と非難した。山本は「珊瑚海でもはじめは相当苦戦しましたが結局は実力に物を云はせて押切つたわけでした」と知人に語っている。
ミッドウェー島攻略とアメリカ機動部隊殲滅を目的とするミッドウェー作戦が6月7日決行予定で計画される。4月22日、帰還したばかりの実行部隊である第一航空艦隊に知らされると、山口多聞、源田実から戦力を一度立て直すべき、準備も間に合わず時期尚早と激しい反対があったが山本ら連合艦隊司令部はすでに決まったことであるとその声を黙殺した。第二艦隊司令長官・近藤信竹からも、「ミッドウェー作戦をやめアメリカとオーストラリア遮断に集中すべき」と意見があったが山本は奇襲できれば負けないと答えた。またミッドウェーの保持、補給には考えがなく、参謀長・宇垣纒は保持不可能なら守備隊は施設破壊して撤退すると答えている。山本は戦訓研究会で「長期持久的守勢を取ることは、連合艦隊司令長官としてできぬ。海軍は必ず一方に攻勢をとり、敵に手痛い打撃を与える要あり。敵の軍備力は我の5から10倍なり。これに対し次々に叩いてゆかなければ、いかにして長期戦ができようか。常に敵の手痛いところに向かって、猛烈な攻勢を加えねばならぬ。しからざれば不敗の態勢など保つことはできぬ。これに対してわが海軍軍備は一段の工夫を要す。従来のゆき方とは全然異ならなければならぬ。軍備を重点主義によって整備し、これだけは敗けぬ備えをなす要あり。わが海軍航空威力が敵を圧倒することが絶対必要なり」と発言。5月1日から4日までの図上演習ではミッドウェー攻略中に敵空母部隊出現で日本空母部隊が大被害を受ける結果が出るが、宇垣から「実際の作戦ではこのようなことにならないよう指導する」と判定のやり直し、被害下方修正が行われた。また戦訓研究会、図上演習でも各部隊から延期が求められ、攻略を目的とする空襲と敵機動部隊迎撃のどちらが主目的なのか、山本の乗る「大和」をはじめとする主部隊がなぜ支援の届かないはるか後方からついてくるのかといった疑問も出た。またこの頃、連戦連勝から軍全体として気が緩み機密保持が保たれておらず取り締まるべき連合艦隊司令部も同様であった。作戦準備も遅れ延期の要望が相次ぎ軍令部も2、3週間遅らせることを勧めたが聞かず、5月25日の最後の図上演習では攻略作戦成功後の検討だけであった。最終的に機材が間に合わずミッドウェー作戦は1日遅らせることを認めたが、攻略日の変更はなかった。戦艦群（特に低速の伊勢型戦艦・扶桑型戦艦）が作戦に加わったことについて、山本は事前の作戦会議で「情だよ」と答えている。
ミッドウェー海戦直前の5月14日、山本は眼鏡をかけマスクをして変装すると、呉駅で愛人・河合千代子と落ち合った。山本は病み上がりだった河合を背負って人力車まで運んだ。河合が呉を去る時は、列車の窓越しに強く握り合って別れを惜しんでいる。直後には「私の厄を引き受けて戦ってくれている千代子に対しても、国家のため、最後の御奉公に精魂を傾ける。終わったら世の中から逃れて二人きりになりたい。5月29日には私も出撃して三週間洋上に出るが、あまり面白いことはないと思う」という趣旨の手紙を送った。
ミッドウェー作戦前の山本の「大和」航海中における生活は以下のようなものだった。まず午前6時ごろ艦橋に姿を現すと、無言で長官専用椅子に座る。当時の艦長・高柳儀八大佐、参謀長・宇垣纏と言葉をかわすこともなく、広い艦橋は沈黙に包まれたという。朝食後の作戦会議では、幕僚全員が発言するよう促した。朝夕30分の入浴習慣は、平時、戦時、停泊中、航海中とも変わることがなかった。午後8時になると艦橋作戦室で参謀・渡辺安次と将棋に興じ、4時間以上指すこともあった。このため午後8時以降の先任参謀は宇垣や黒島ではなく、渡辺と思われるほどであった。
山本ら連合艦隊はミッドウェー作戦で敵機動部隊を誘い出し撃滅することを主目的として説明したが、軍令部はミッドウェー島攻略支援を主目的として示した。そのため実行部隊に連合艦隊の意図は徹底されなかった。山本ら連合艦隊司令部は第一航空艦隊（南雲艦隊）司令部に対し、命令には書きくわえなかったが、攻撃隊半数を待機させ敵機動部隊による側面からの攻撃に備えるように指導した。しかし連合艦隊司令部も敵機動部隊はハワイにおり、出現はミッドウェー作戦成功後でしか想定せず図上演習もしなかった。白石萬隆によれば、連合艦隊は若干企図が暴露しても敵艦隊を誘いだそうとしている節があったという。真珠湾にいるはずである敵機動部隊の動向の情報を南雲艦隊から機を逸せず知らせてほしいと出撃前に頼まれ、作戦の転換は連合艦隊から知らせることになっていたが、連合艦隊司令部は敵機動部隊が真珠湾を出たらしいことを察知したにもかかわらず南雲艦隊へ伝えることを怠った。連合艦隊司令部は5月中旬より敵通信増加を気に止めなかったが、6月3日までに入手した情報から我が動静偵知し活発に動いている、警戒すべきも好ましいと考えていた。4日ごろには敵機動部隊が存在する兆候をつかみ、幕僚が「南雲艦隊に知らせますか？」と山本に相談したが、山本は「敵に無線を傍受される恐れがあるし、南雲たちも気づいているだろう」と返答し、南雲艦隊へは伝えられなかった。また連合艦隊は全部隊へ東京からの甘い状況判断を流し続けたままであった。そのため南雲艦隊は周囲に敵機動部隊はいないものとして行動しており、攻略のための攻撃が不十分と知ると待機を指示された攻撃隊を使用した。参謀長・草鹿龍之介によれば「山本の望みは　南雲も幕僚もよくわかっており、状況が許す限りそうしたが、ミッドウェー基地から航空攻撃があり、敵空母の発見ない状況で半数を無期限に控置しておくのは前線指揮官としては耐えられない。後で問題だったとしても当時の状況では南雲の決定は正しかった」という。
6月5日、ミッドウェー海戦において、日本軍はミッドウェー島攻撃中に敵機動部隊から攻撃を受け、南雲艦隊の主力空母4隻他を喪失する大敗北を喫する。山本は完成したばかりの戦艦「大和」に座乗して機動部隊後方を航海し、米軍とは全く交戦しなかった。空母「赤城」、「加賀」、「蒼龍」の被弾炎上という急報を「大和」作戦室で渡辺安次と将棋を指している時に受け取ったが、「うむ」「ほう、またやられたか」の一言だけをつぶやき、将棋はやめなかった。また、日本の主力空母4隻が撃沈された際には「南雲は帰ってくるだろう」と述べた。翌日昼ミッドウェー島を砲撃する案を渡辺が提案し黒島が同意するが山本はそれを却下した。山本は幕僚に敗因責任は私にある一航艦を責めてはいかんと言い、第一航空艦隊参謀長・草鹿龍之介に批判的な黒島に対しても「南雲、草鹿を責めるな」とくぎを刺した。
大敗後、帰還した草鹿龍之介の「責任を取るべきところではあるが雪辱の機会を与えて欲しい」という言葉に、山本は「今回のことで誰か腹を切らねばならぬとしたらそれは私だ」と答え、再編された空母機動部隊（第三艦隊）の指揮を引き続き南雲と草鹿に採らせた。山本は南雲に「今次の戦果に関しては同憂の次第なるも、貴隊既往赫々たる戦績に比すれば、なお失うところ大なりとはせず。幸に貴長官再起復讐の決意烈々たるを拝聞し、君国のため真に感激に堪えず、願わくば最善をつくして貴艦隊の再編成を完了し、過去の神技に加ふるに、今次の教訓を加え、一挙敵を覆滅するの大策に邁進せられんことを。切に貴官のご勇健を祈る」との手紙を送っている。宇垣参謀長によれば、山本の内心は「全責任は自分にある」「下手の所ありたらば今一度使えば必ず立派に仕遂げるべし」だったという。
日本へ帰還後の作戦研究会でも「屍に鞭打つ必要なし」として、大敗北の責任の追及や敗因研究が行われることはなかった。7月12日、山本以下連合艦隊司令部参謀達（宇垣は参加せず）は料亭で宴会を行い、着任したばかりの土肥一夫少佐によれば一同何事もなかったかのように陽気であったという。ミッドウェー海戦大敗北後、南雲艦隊の将兵に緘口令がしかれたが、山本は名刺に近況を書き愛人・河合千代子に送っている。海軍兵学校監事長・大西新蔵中将は、1945年（昭和20年）8月15日の玉音放送後、全校生徒を前に「ミッドウェー海戦で負けた時、Y元帥は当然腹を切るべきだった」と断言し、温情主義と情報の隠蔽が敗戦を招いたと指摘した。

##### アメリカおよびオーストラリア本土攻撃

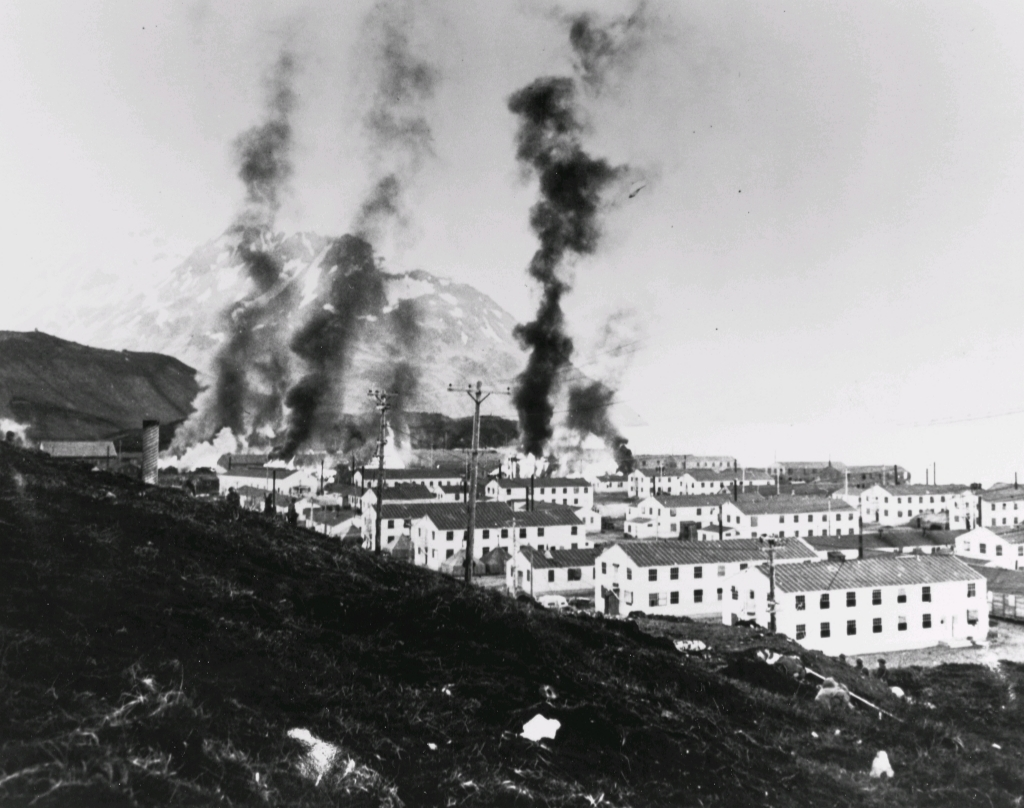
日本海軍機の空襲を受けて炎上するダッチハーバーのアメリカ軍基地

ミッドウェーでは大敗したものの、その前後の期間、各地で日本海軍の進撃はいまだ続き、直前の5月30日にはオーストラリアのシドニー港のオーストラリアおよびアメリカ海軍艦艇を攻撃しこれに成功している。さらに6月にはアラスカのダッチハーバーの海軍基地への空襲を実施しこれに成功した。
9月には、伊号第二五潜水艦の艦載機により、2度に渡りアメリカ本土を初空襲を敢行している。森林を爆撃することによる延焼被害を狙ったこの2度の空襲は、実際、自然消火して死者も出ず、単に「アメリカ本土爆撃」というシンボル的効果を狙ったものに過ぎなかったが、アメリカ史上初の敵軍機による本土空襲は、アメリカ政府をして、太平洋戦線における相次ぐアメリカ軍の敗北に意気消沈する国民に対する精神的ダメージをこれ以上増やさないために、軍民に厳重な報道管制を敷き、この空襲があった事実を極秘扱いさせた。

##### ガダルカナル島の戦い
1942年（昭和17年）8月、アメリカ軍はガダルカナル島に来襲して日本軍の飛行場を占領、ガダルカナル島の戦いがはじまる。8月17日、「大和」に座乗する山本は「あと百日の間に小生の余命は全部すりへらす覚悟に御座候」と故郷へ手紙を送り日本を出撃した。
8月28日、前線拠点トラック島に進出し、連合艦隊司令部にて作戦立案と指導を行う。山本が「大和」の甲板から最前線へ向う駆逐艦や潜水艦を見送ったことに、乗組員達は感激した反面、厳しい戦いの中でトラック泊地から動かない「大和」や「武蔵」を「大和ホテル」「武蔵屋御殿」と揶揄した。大西瀧治郎も、この頃には「大和」から動かない山本を批判するようになっていた。
ガダルカナル島の戦いで苦戦する一因となったヘンダーソン飛行場を破壊すべく、山本は戦艦「大和」「陸奥」を率いて最前線に赴くことを検討し、陸軍大本営参謀・辻政信にも同様の返答をしたが、結局取りやめている。親友の堀悌吉には「当方一向面白からず。敵には困らぬが味方には困る」と訴えるなど、海軍と陸軍の対立、中央政府の楽観的な姿勢に悩んでいた。また新潟県出身兵で構成された歩兵第16連隊が全滅した時には「十六連隊の事は残念至極、連隊長大隊長の補充に行く者郷里より来信あり。会稽の恥を雪げと鞭撻し置きたるが恐らく生還はなし得まい。自分もガ島が奪還できなければ郷里へ帰れぬ。宜敷頼む」と宇垣纏に笑いながら語ったが、宇垣には山本の本心と感じられた。連合艦隊軍医長・今田以武生が「大和」を退艦する際いつ日本で会えるかと聞くと、山本は「来年五月」と明言していた。
1942年10月1日、山本は初めて「大和」の宇垣参謀長の私室を訪れ、雑談をかわした。宇垣は『戦藻録』に「夜長官来談、時余に及ぶ。打ち解けたる雑談共に楽し」と記述している。
11月中旬、第三次ソロモン海戦で連合艦隊は戦艦「比叡」「霧島」を喪失し山本は精神的に追いつめられた。戦艦「比叡」が沈没した際、生還した艦長・西田正雄は予備役に編入された。山本は西田を将来の戦艦「大和」艦長にしようと考るほど評価しており、海軍大臣・嶋田繁太郎に人事撤回を求めたが拒絶されている。
1943年（昭和18年）元旦。連合艦隊司令部では、鯛の尾頭付きを飾って新年を祝うことが慣例だった。この日、山本の膳の鯛だけ頭が右・尾が左（正式は頭が左）になっており、山本は「年が変わると魚の向きもかわるのか」と述べた。同月、親しい料亭の女将（古川敏子）に、愛人・河合千代子と南洋で暮らしたいという希望を込めた手紙を送っている。
1月、大本営はガダルカナル島からの撤退方針を決定する。山本は「動ける駆逐艦全てを投入、半数を失うかもしれぬ」という覚悟でガダルカナル撤退作戦（ケ号作戦）に臨み、駆逐艦「巻雲」沈没、数隻損傷と引き換えに兵士1万600名余の撤退に成功した。
2月12日、山本は「大和」から姉妹艦の戦艦「武蔵」に連合艦隊旗艦を変更する。武蔵では、休憩時間に甲板上で幕僚らとビールを賭けて輪投げに興じていたが、山本が一番強く、下士官兵とも輪投げに興じ、負けて水兵にデコピンされたという話も残っている。。また武蔵艦上で開催された運動会において「宝探し競技」が行われた際、その宝のひとつに山本自身が選定されており、当日それを引いた乗員が山本に「長官！」と言いながら駆け寄ると彼も「おうッ」と応じて一緒に飛び出し一位でゴール。山本は乗員に「よかったな、おい」と語りかけて彼の肩を叩いて祝福し、艦上は拍手と歓声に包まれたという。

##### い号作戦
3月中旬、ソロモンおよび東部ニューギニアの敵船団、航空兵力を撃破しその反攻企図を妨げること、同地域の急迫する補給輸送を促進し、戦力の充実を図り部隊の強化を実現することを目的として、連合艦隊は4月7日ソロモン、ニューギニア方面に対する海軍航空兵力による「い号作戦」を開始、日本海軍は航空機のみの損失であったのに対し、アメリカ海軍は駆逐艦、コルベット艦、油槽船、商船、航空機25を喪失するなどアメリカ海軍の一方的な大敗となり、満足すべき結果を得て16日に終了した。
なおい号作戦は連合艦隊が独自に立案、実行したものであり、また第三艦隊作戦参謀・長井純隆によれば、第三艦隊母艦機を南東方面に使うことについて連合艦隊とそれに反対する第三艦隊司令部幕僚との間で相当の論争があったが、司令部上層に及んだ論議は聞かないので「おそらく山本長官自ら発案し、小沢第三艦隊司令長官に直接了解を得られたものと思う」という。
い号作戦の間、山本は、トラック島の連合艦隊旗艦「武蔵」を離れ、い号作戦を直接指揮するため、幕僚をしたがえてラバウル基地に来ていた。この前線指揮に関して、山本は、ガダルカナル島攻略をハワイで指揮するアメリカ太平洋艦隊司令長官チェスター・ニミッツを引き合いに出し、後方の戦艦「武蔵」で指揮をとることを望んだが、連合艦隊参謀長・宇垣纏に説得された。高松宮宣仁親王や作家・司馬遼太郎は、山本は決死の覚悟で前線に赴いたのではないかという見解を示している。また、第三艦隊司令官・小沢治三郎中将と南東方面艦隊司令官・草鹿任一中将の統一指揮問題や、陸軍との面子や主導権争いが絡んでいたという指摘もある。
ラバウルに到着すると山本到着の噂はたちまち広がり、甥の高野五郎（陸軍軍医大佐、昭和19年9月1日調で第14兵站警備隊衛生隊長）は海軍司令部を訪問して山本と面会した。4月13日の巡視計画電報に対して第十一航空戦隊司令官・城島高次は「前線に、長官の行動を、長文でこんなに詳しく打つ奴があるもんか」と憤慨したという。
この時、山本は重用していた首席参謀の黒島亀人大佐の交代を考えており、「黒島を他の者に代えようと思う。誰が良いと思うか」と小沢治三郎と草鹿任一に相談していた。小沢は宮嵜俊男大佐を推薦したが、黒島への未練はあったようで、山本はあまり乗り気ではなかったという。

##### 海軍甲事件

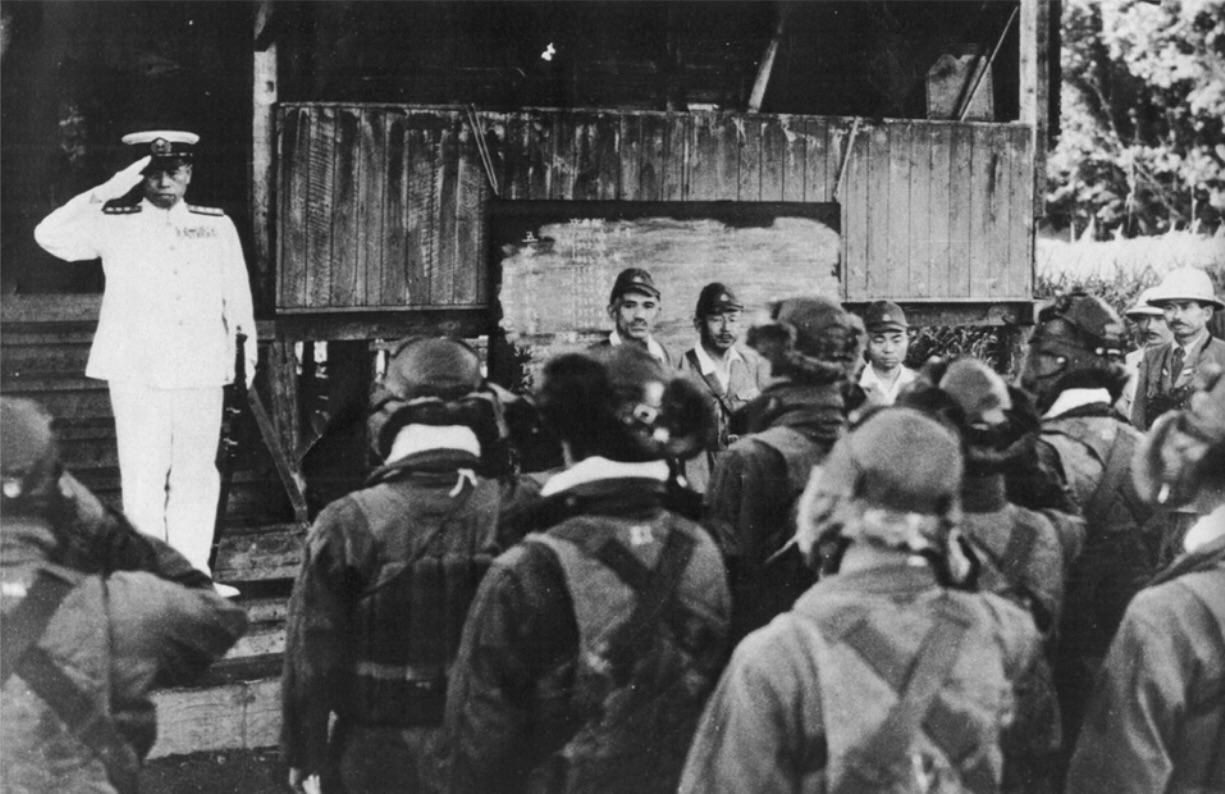
山本生前最後の写真

い号作戦終了後、山本は、ブーゲンビル島、ショートランド島の前線航空基地の将兵の労をねぎらうため、ラバウルからブーゲンビル島のブイン基地を経て、ショートランド島の近くにあるバラレ島基地に赴く予定を立てた。その前線視察計画は、艦隊司令部から関係方面に打電された。小沢治三郎は、山本機と宇垣機の護衛戦闘機が少ないことを危惧し、先任参謀・黒島亀人に護衛機を50機増やすことを宇垣に伝えるよう託した。黒島はデング熱で体調が悪く宇垣に伝えなかった。
アメリカ海軍情報局は、4月17日に「武蔵」から発信された暗号電文を解読してこの前線視察の情報を知った。ニミッツは、山本暗殺の議論で後にもっと優秀な司令官が出てくることを心配したが、太平洋艦隊情報参謀エドウィン・レイトンから「山本長官は、日本で最優秀の司令官である。どの海軍提督より頭一つ抜きん出ており、山本より優れた司令官が登場する恐れは無い」という答えがあり、また、山本が戦死すれば日本の士気が大きく低下すること、山本がきわめて時間に正確な男で今度も予定を守るだろうということを理由に山本の暗殺を決断し、南太平洋方面軍司令官ウィリアム・ハルゼーに対する命令書を作成した。
4月18日午前6時、山本を含めた連合艦隊司令部は第七〇五航空隊の一式陸上攻撃機2機に分乗してラバウル基地を発進した。山本は1号機、宇垣は2号機に搭乗する。零式艦上戦闘機6機に護衛されブイン基地へ移動中、ブーゲンビル島上空で、アメリカ陸軍航空隊のP-38ライトニング16機に襲撃・撃墜され戦死した。この事件は後に海軍甲事件と呼称された。59歳没。戦死時に着用していた第三種軍装（陸戦用服装）は、太平洋戦争に突入してから山本が初めて着用したものだった。
戦死時、偶然にも一式陸攻の墜落を目撃した陸軍第六師団歩兵第二十三連隊長・浜之上俊秋大佐は、山本機とは知らず、軍医中尉・蜷川親博と見習士官・中村常男に捜索と救助命令を出した。墜落当日は発見に失敗した。歩兵砲中隊・浜砂少尉の部隊も、墜落機から煙草や食料を入手すべく、山本機とは知らずに捜索を開始した。中村隊と同様に墜落当日は到達できず、翌日になって山本機と山本らの遺体を発見した。佐世保鎮守府第六特別陸戦隊第一中隊長第一小隊長・吉田雅維少尉は、最初から山本機と知らされて捜索に赴いた。墜落当日は発見できず、19日午前中に浜砂隊と遭遇、浜砂隊に遅れて現場に到着した。最初に現場に到着した浜砂によれば、山本の遺体は機体の傍に放り出されていた座席に着座し、右手で軍刀を握ったまま、泰然としていた。すぐ左によりそうように高田軍医長の遺体があった。連合艦隊司令部から現場に赴いた渡辺安次参謀と藤井上等水兵が受けた警備隊からの報告では、山本は墜落現場から4 - 5m離れた場所に一式陸上攻撃機の座席の布団に座って長剣を握ったまま倒れ、高田軍医長は山本と飛行機の間に倒れていたという。
浜砂によれば、衣服を脱がせていないので断言できないが、右前頭部に擦過傷があったが、外見上さしたる傷はなかったという。直後に中村隊も現場に到着した。渡辺安次の証言では、遺体発見時に胸部と頭部に貫通銃創があったとしている。軍医少佐・田渕義三郎の遺体検死記録によると「死因は戦闘機機銃弾がこめかみから下アゴを貫通した事、背中を貫通した事」という結論が出され、ほぼ即死状態であったと結論づけている。一方で山本の遺体を清めた安部茂元大尉らから、顔面に銃創がなかったという。浜砂隊が遺体を動かしていたが、吉田は山本は即死ではないと判断している。山本が搭乗していた一式陸上攻撃機を銃撃したP-38の武装はイスパノ・スイザ HS.404航空機関砲（口径20mm）と ブローニングM2重機関銃（口径12.7mm）であり、「小指頭大ノ射入口、右外眥ニ拇指圧痕大ノ射出口ヲ認ム」という検案記録通りであれば頭半分は吹き飛ぶはずである。また田渕は後方で検死を行っただけで現場を見ておらず、蜷川から引き継ぎも行っていない。田渕自身も不審に思ったが深く追求できず、戦後、粗雑な書類で単なる形式処理であったことを認めている。実際に、田渕が山本の軍服を記念に保管しようとしたところ、渡辺が遺体から衣服を脱がすことを強い口調で禁止した。
公式には機上で即死したと記録されているが異論もある。熱帯地方では死体に猛烈な蛆がわくが、浜砂や中村は19日午後の段階で山本の遺体にウジ虫を認めていない。この事から、山本は機上での戦死ではなく死亡時刻は19日午前6時ごろと推測する見解もある。20日午前8時に浜砂と海軍陸戦隊が再び現場に到着すると、山本の遺体顔面は形相が判別できないほど腫れ上がり、遺体全体にウジが猛烈に発生していた。
最初に山本の検死を行った蜷川親博は「遺体に顎の外傷や口胞内出血を認めず、全身打撲か内臓破裂によるショック死」という結論をメモに残している。蜷川の実弟である蜷川親正は「山本の死体の傷は渡辺安次と南東方面艦隊軍医長・大久保信による死後損壊」と述べ、「山本は当初生存していたものの、全身打撲もしくは内臓破裂により、19日夜明けごろ絶息した」と結論づけている。
山本搭乗機を撃墜したP-38の搭乗者についてはトム・ランフィア陸軍大尉かレックス・バーバー陸軍中尉かで戦後も長らく論争が続いた。実際にP-38を飛行させて検証した1990年（平成2年）の実験では、「バーバー中尉が撃墜した可能性が高い」という結果が出た。しかしアメリカ空軍省は実験結果を認めず、ランフィアとバーバーの共同撃墜という立場をとっている。戦後のインタビューでランフィアは、「一式陸上攻撃機を射程内に捉えたとき、機銃がうまく働くかどうか試し撃ちをしたところ、それが偶然命中した。相手の後ろにくっつこうとしながら試し撃ちをしていたところ右のエンジンが火を噴き、ジャングルの中へ落ちていった。」と語っている。
渡辺安次は、先任参謀・黒島亀人、渉外参謀・藤井茂、機関参謀・磯部太郎、従兵長・近江兵治郎だけが参加した戦艦「武蔵」での通夜で「同乗者達は長官を火災から守るため、機内で自ら盾になった。長官は無事脱出したが、捕虜になることを恐れて拳銃で自決した」と語っている。遺体はラバウルで火葬に付され、木箱の底にパパイヤの葉を敷いた骨箱におさめられた。遺骨はトラック諸島に一旦運ばれて、その後内地に帰還する戦艦「武蔵」によって日本本土に運ばれた。遺族には4月20日夕刻に海軍大臣・嶋田繁太郎と秘書官・麻生孝雄が戦死を告げている。山本の遺体を火葬した際の灰は、ブイン基地の滑走路隅に埋められ、パパイヤの木が植えられた。公式には、遺骨は郷里長岡と多磨霊園に分骨されているが、河合千代子の元にも分骨されて内輪だけの告別式を行っている。
5月25日にブイン地区海軍町田部隊に新川正美主計大尉を訪問した矢数道明はその翌日、大尉の先導で山本の墓に案内されている。「粗末な柵で囲まれた一廓の中央には、ただ土が盛りあげられ両側に二本のパパイヤが植えられているばかり。「極秘ですが、ここが山本元帥の墓です」というのであった。私達は感無量の思いで額き、しばしここを離れることができなかった」という。

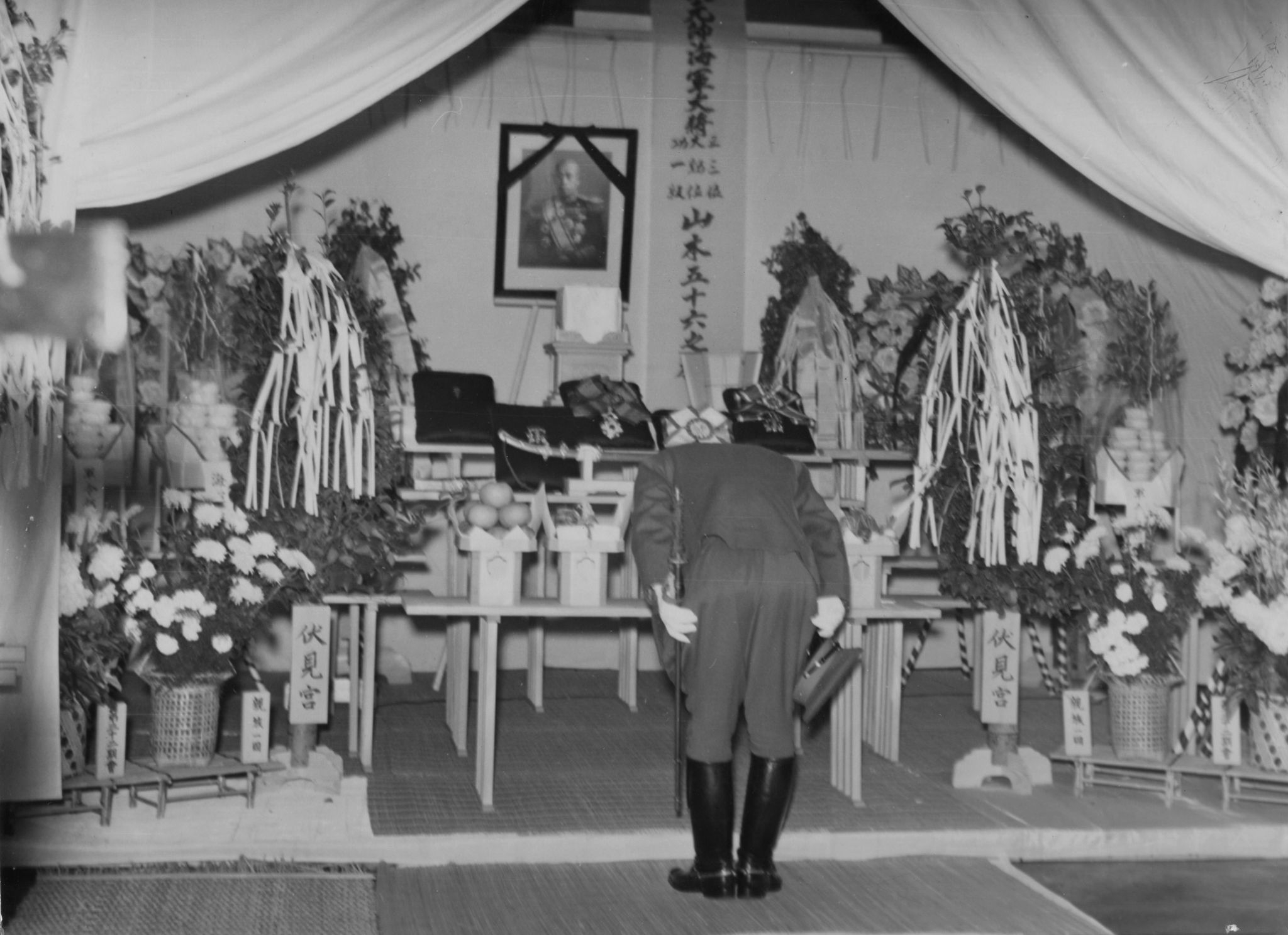
山本の遺影に拝礼する東條英機首相（1943年5月）

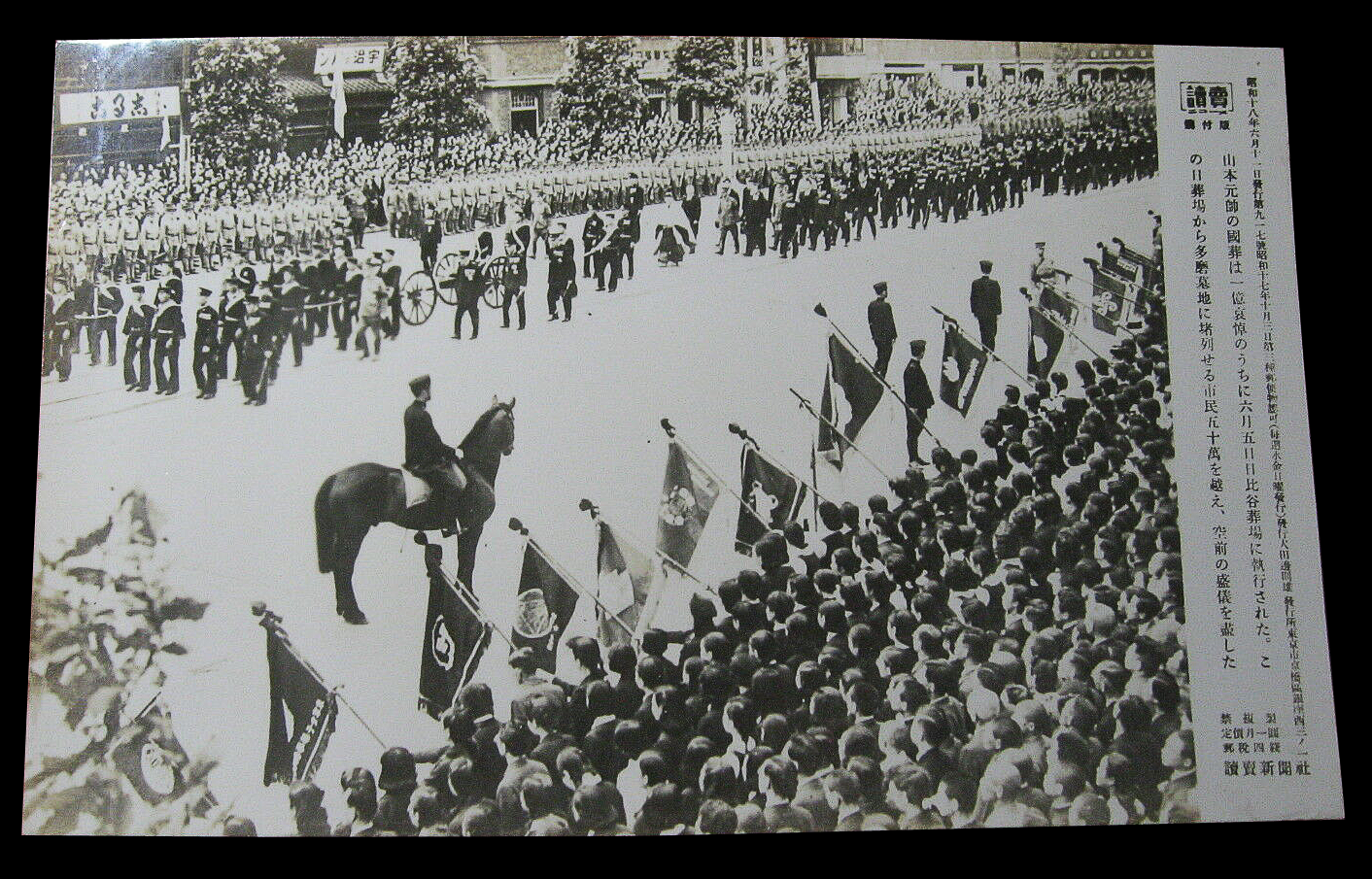
山本の国葬（1943年6月5日）

戦死後、藤井茂と近江兵治郎が遺品を整理するため「武蔵」長官室に入った。すると山本の机には封筒に入れた封印無しの遺書（永野修身、嶋田繁太郎、堀悌吉、妻・礼子、反町栄一宛）、さらに遺髪が一人分ずつ紙に包まれていた。山本の死は1か月以上秘匿され、5月21日の大本営発表ならびに内閣告示第8号で公になった。山本に対し大勲位、功一級、正三位と元帥の称号が授与され、国葬に付することが発表された。新聞は連日報道を行い、日本国民は大きな衝撃を受けている。
5月27日付でドイツ政府より剣付柏葉騎士鉄十字章を授与される。この勲章は騎士鉄十字章の5等級のうち3段階目にあたるが、受賞者はドイツ国全体でも160名しかおらず、外国人受賞者は山本のみである。また、山本が騎士鉄十字章の外国人受賞者としては単独で最高位となっている。
昭和天皇は山本の国葬が決定された際、侍従武官・山縣有光に「山本元帥を国葬にしなければならないのかね」と疑問を呈したが、6月5日に日比谷公園で国葬が行われた。
勅使として徳大寺実厚が派遣されて玉串を供えた。
葬儀委員長は米内光政元首相が務めた。皇族・華族以外の者が国葬に付された最初の例であり、かつ戦前唯一の例である。朝日新聞社は『元帥山本五十六傳』を刊行、斎藤茂吉や佐藤春夫を始め多くの詩人が追悼の詩歌を寄せ、7万部を刷った。

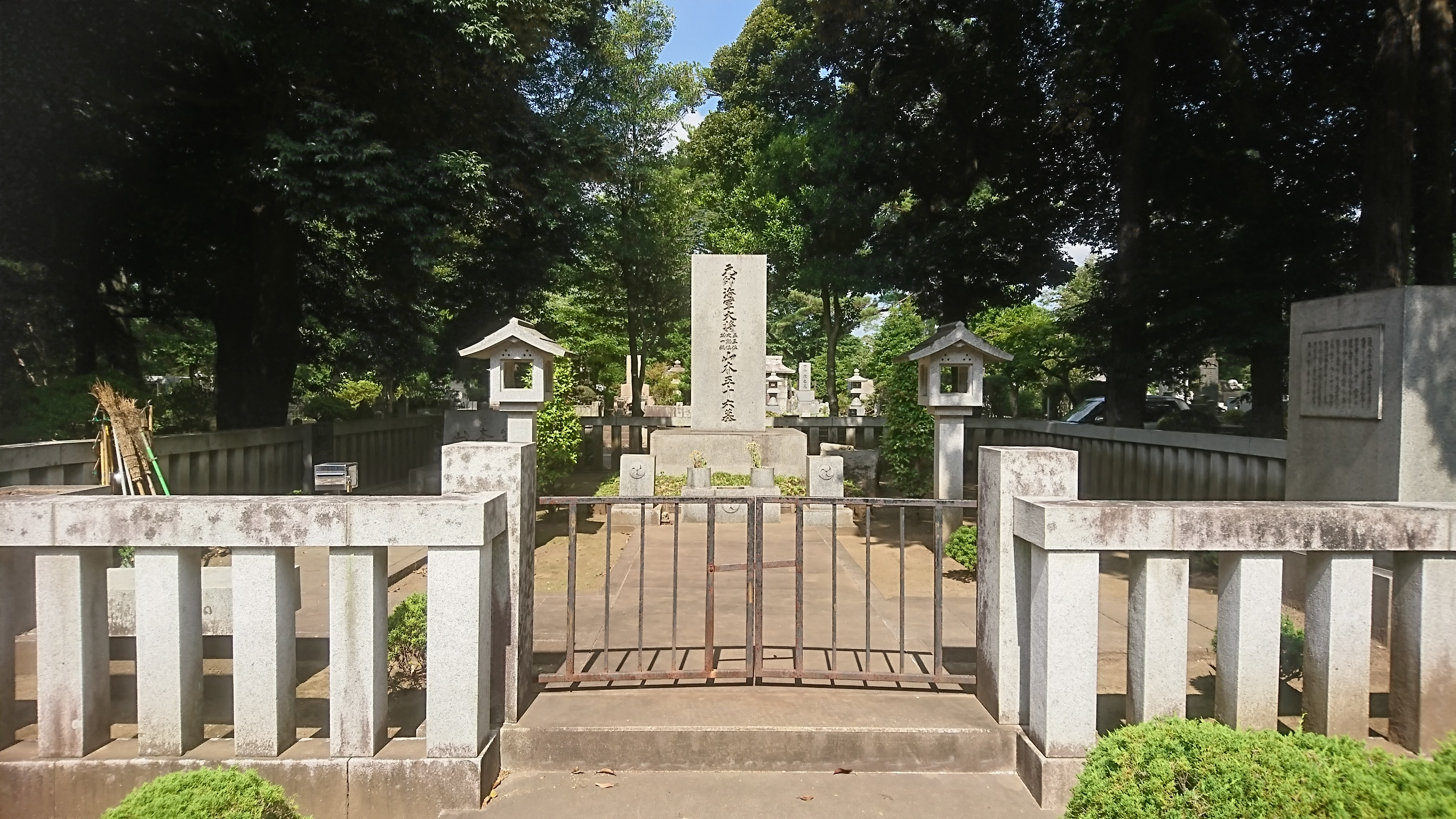
多磨霊園にある山本五十六の墓

山本の死去の時点では、日本軍と連合国軍は各地で一進一退の戦いを続けており「海軍の相次ぐ大敗北を見ずに戦死してかえって幸せだった」とする意見もある。中澤佑中将や河合千代子も、山本が戦死した事を「ある意味で幸せ」と表現し、もし終戦時に健在ならば東京裁判で戦争犯罪人として裁かれていた可能性を指摘している。
連合艦隊司令長官は着任から戦死までの約3年8か月間務めた。この在任期間は、歴代長官で最長である。なお、山本は歴代の司令長官で唯一の戦死者（山本の後任となった古賀峯一大将は殉職扱い）である。戒名は大義院殿誠忠長陵大居士。（「長陵」は生前の山本が用いていた雅号である。） 国葬の後、東京都府中市の多磨霊園7番特別区に埋葬された。墓石は茨城県産出の真壁小目で建立されている。右には東郷平八郎元帥の墓、左には古賀大将の墓が並び、墓石の文字は米内が書いた。後年、山本の遺骨は郷里・長岡市へ帰り、現在は長興寺にある山本家墓所に埋葬されているが、多磨霊園の墓所もそのまま残されている。

## 人物

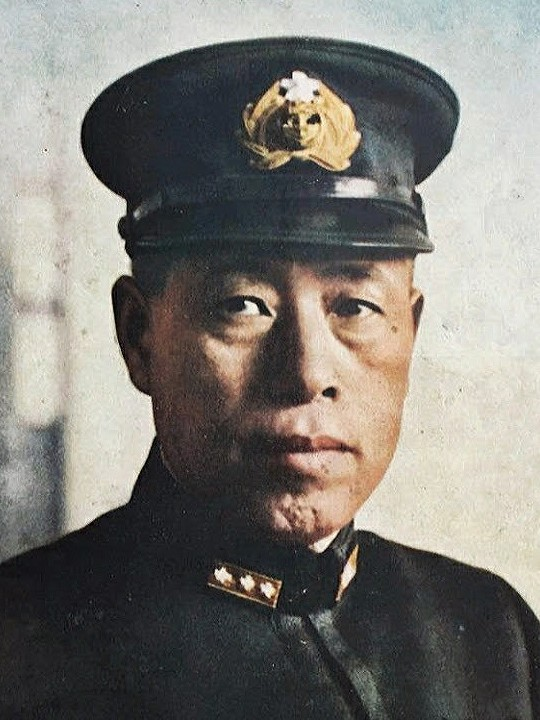
昭和17年ごろ

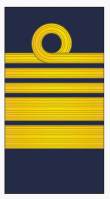
海軍大将の袖章（元帥府に列しても、階級は海軍大将のまま）

身長1m60cm、体重65kg。高木惣吉海軍少将によれば、ロンドン軍縮会議後に会った山本は「実物は五尺二寸ばかりの小男で、いかめしくもなければ、颯爽たる男振りというのでもない。舟乗りに似合わず低い声で、ひげのないやゝ長めの顔の特徴といえば眼が細く、口が大きくて意思的に締まっていること位であった」と述べている。辻政信陸軍大佐は、山本について「背の低い、横幅の広い、はち切れそうな身体である。全身鋼鉄のような感じを受ける。」と述べている。
海軍大臣・首相を歴任した米内光政大将は、山本の性格を「茶目」と表現し、「山本は政治に興味をもっていた」と話している。堀悌吉中将（海兵同期）は、山本戦死の報を受けて「一将一友を失いしを惜しむのときにあらず。ただ、この人去って、再びこの人なし」と話した。井上成美大将は、海軍大学校教官時代の山本が軍政と軍備の関係について着目・研究したことを航空重視の姿勢と合わせて「実に卓見と申すべく」と高く評価し、一等大将に山本権兵衛と加藤友三郎、山本と米内は条件付きの一等大将と格付けしている。霞ヶ浦空副長付や連合艦隊作戦参謀として接した三和義勇によれば、「とっつきにくい人だったが、はかり知れぬ深さのある人で2、3か月もすればたいていの人は尊敬しなついた」「任務に忠実、自らに厳しく他人には寛大、エチケット、表現しづらい多くの要素が一体となって山本の人格を形成し、太平洋戦争当時の日本海軍の中では最高の指揮官だった」と話している。
森田貫一中将は「山本に半年仕えれば、一体感を持つようになる。仮に山本が危険に晒されたら反射的に命を捨てて守るだろう」と語っている。草鹿龍之介中将は、山本について「上司・人間として立派で情実があった」「ゼスチュアが大きすぎる。戦術家よりも軍政家向きの資質だった」と語っている。横山一郎少将は「統率は申し分なく立派。作戦は落第」と山本を評価している。松田千秋少将は「情誼に厚い立派な人で、先見の明があって、航空をあれだけ開発発展させたことは非常な功績だ。しかし、作戦は感心できるようなものがほとんどなかった」「真珠湾攻撃はバクチがあたって上手くいったが、ミッドウェー海戦ではあの通りになってしまった」と語り、また、山本から「連合艦隊司令長官より海軍大臣になりたい」と聞いたという。三代辰吉大佐は「今でも山本を尊敬している。だがあれだけの人物でも、やはり生身の人間で、盲点があった」と語っている。源田実大佐は「真珠湾攻撃といえば、必ず山本五十六元帥が頭に浮かぶが、山本元帥といえば、必ず真珠湾攻撃が頭に浮かぶとは限らない。それほど元帥は偉大な存在であった」と語っている。中杉清治大佐は「我々のような凡庸な人間が考えつかない遠くを見ていた、底のしれない人だった」と述べている。奥宮正武中佐によれば、山本は酒を飲まず、ゲームごとが好きでトランプに優れ、内外問わず老若男女を差別せずに接して人々を温かく受け入れ、手紙や書、和歌を多く書いたという。吉田俊雄中佐は「太平洋戦争は山本五十六自身の戦争だった」と表現している。
角田求人中佐は、山本を「傑出した人物」と評価し「山本の研究に長岡藩はかかせない」と述べている。千早正隆中佐は「山本は公私のけじめを明確にしていた」と評価している。
連合国軍最高司令官ダグラス・マッカーサー元帥は、山本を「連合国との戦争に反対し、開戦となると真珠湾攻撃で大成功をおさめた。ソロモン群島での日本側の作戦を全般的に指揮し、日本海軍のおこなった戦争努力の戦略的頭脳と一般にみなされていた」と評している。辻政信陸軍大佐は、山本について「名実ともに元帥だった」と述べている。愛人の河合千代子によれば「姿勢が良く、柔軟性があり、一旦決めると考えを変えない。社交にたけ、国際感覚に富んでいた」という。
山本は博打が好きで腕も良く、特にポーカーやブリッジに強かった。山本は「博打は一ドルなら一ドル出して自分の言葉に責任をもつこと」「博打をしないような男はろくな者じゃない」「2年ほどヨーロッパで遊べば、戦艦1-2隻の金はつくれる」「私欲を挟まない。科学的数学的でなければならない。冷静に観察し、計測すれば必ず勝つ機会が判る」と語っている。山本は「予備役になったらモナコに住み、ルーレットで世界の閑人の金を巻き上げてやる」と語ったこともあり、モナコではカジノ協会からあまりに勝ちすぎるため出入り禁止令を受けたという。今村均陸軍大将によれば、山本とは中佐・少佐時代に友人の家でトランプ遊びをした時以来の知己であり、毎週末に山本、今村、安達二十三陸軍中将らの家でポーカーが開かれていたという。海軍次官時代に副官を務めた横山一郎は「山本のブリッジはブラフ（はったり）が多い。堅実にやったら必ず勝てた。山本のブラフと僕の合理的な方法なら、僕が勝つ」と述べている。1933年（昭和8年）発行「非常時国民全集・海軍篇」（中央公論社）でも第一航空戦隊司令官山本五十六少将の博打好きが紹介されている。幕僚には山本が成功すれば大成果をあげるが失敗すれば犠牲の大きい一か八かの作戦の提案を喜ぶ傾向が強いことで、山本のことを根っからの博打うちと評する者もいた。
山本は乃木希典陸軍大将を尊敬していた。山本も友人の歌人から「乃木将軍を　稍々口悪く　素気無く描けば　そこに山本がいる」と冗談めかして評されている。東郷平八郎元帥に対しては、自身の同志や友人を海軍から追放した経緯から否定的な感情を抱いていた。東郷神社が建立された際、「面倒臭いこと（軍縮条約締結）をやって貰って神様になったのだから、拝めば何か御利益があるだろうよ」と周囲に皮肉交じりに語った。その為か、真珠湾攻撃の成功により海軍内で自らが軍神の如く神聖化されて扱われることに対し、「俺は神様でも何でもないんだ」と不満そうに言った。昭和18年の自らの戦死後、周囲が“山本神社”を建立しようと動いた際、山本の遺志を知る人々がその動きを止めた。米国駐在武官時代、部下の伊藤整一に「エイブラハム・リンカーンが好きだ。米国人といわず人間として偉い男と思う」と語った。
将棋を趣味にしており、アメリカ留学時代、留学生・小熊信一郎と互いに意地を張った結果26時間連続で将棋を指した。100番予定だったが双方疲労の末、75番で切り上げた。連合艦隊司令長官になっても将棋をやめることはなく、浴衣に着替えると渡辺安次、藤井茂と日課のように将棋を指し、藤井には苦戦した。普段無口な山本だが、将棋を指す時には冗談を交えつつ参謀をからかっている。真珠湾攻撃の前日にも渡辺と指し、ミッドウェー海戦でも空母「赤城」、「加賀」、「蒼龍」の被弾炎上という急報を「大和」作戦室で渡辺と将棋を指している時に受け取った。
酒を飲まなかったが、甘いものが好物で、夜食に汁粉が出ると喜んだ。副官は「虎屋の羊羹を切らさぬように」と近江に注意をしている。山本の同期生嶋田繁太郎大将も「長門」を訪れた際に大量の「虎屋の羊羹」を土産に持参した。あめ最中も好物としており、新潟市白山駅の「渡辺あめや」には礼状が飾ってある。日本では柿、南方ではパパイヤを好物とし、「大和」の冷蔵庫にはパパイヤが山のように保存されていた。水饅頭が大好物であった。ただし、これはくず粉を用いて作った透明の生地で餡を包んだ夏季の生菓子の水饅頭ではなく、酒饅頭を冷水で浸したものに砂糖を掛けたものであった。
非常にお洒落な人物であり、大切にしていた特製のサージの軍服は、逆光で青色に光った。毎日5足以上の靴を磨かせて並べて履き替えていたが、靴の中が熱くなるのを嫌っていたからであった。従兵長達が山本のために精一杯豪華な食事を用意し続けたため窮屈な軍艦内部の生活が原因で運動不足になり、高血圧か脚気になった可能性がある。山本は1942年末-1943年にかけて手足のしびれ・むくみを訴えたため古賀峯一大将が心配している。女性に対して細やかな気配りを見せ、得意の逆立ちで宴席の場を盛り上げる等、花柳界ではかなりの人気者だった。その一方で山本は下戸であり、一説によると彼の徳利には番茶が入っていた。連合艦隊旗艦「長門」艦長・大西新蔵は、宴会で専用の徳利から酌をされる山本を目撃している。海軍将校間の宴会では無口だった山本だが、拳骨の腹に徳利を吸いつけて酌をする隠し芸を披露した。
他人に揮毫を頼まれた時は「常在戦場」と好んで書いている。この言葉は、故郷旧長岡藩の藩是である。「号」は「兜城」（長岡城の別名）、のちに「長稜」（長岡の雅名）を使った。戦前、山本は「支那の夜」(渡辺はま子)という流行曲を気に入り、昼食時に軍楽隊に演奏させていた。逆立ちが得意で「アメリカ行きの船の中で催されたパーティーで、階段の手摺の上で逆立ちを披露した。続いて皿回しを披露して乗客を唸らせた」「妙義山頂の岩の上や加治川急流下りの舟の舳先などで逆立ちを行い、皆がハラハラする様を楽しんだ」といった話が伝えられている。河合千代子不在の折に妾宅を訪れ、山本とは面識のない千代子の兄が留守番をしている前で、逆立ちをし、屁をひとつひって、「これでも海軍大佐だ」と自己紹介した事がある。

### 統率
山本の格言として、上記は有名である。これは上杉鷹山の「してみせて　言って聞かせて　させてみる」から影響を受けているとされる。
上記の『男の修行』は、経営者や指導者のための格言にもなっている。また、戦後の自衛隊（旧警察予備隊・保安隊）の教育方針として引き継がれている。
旗艦乗り組みの下士官兵の間では「艦内で出会った際に敬礼すると、ほとんど同時に正確な挙手の答礼を返してくる」と言われていた。新米士官の斉藤一好は、言葉を交わしたこともない山本から「任官おめでとう」と声をかけられたという。戦艦「武蔵」で勤務した蝦名賢造（海軍少尉、連合艦隊司令部通信士官）は、山本の敬礼の美しさに感激しているまた、山本が書くべき考課表を部下達自らに書かせて、「大尉にもなって自分の長所短所が判然と分らぬようでどう修養するつもりか。真実なら自分のことは自分が一番よく知っているはずだ」と諭している。伏見宮博恭王（軍令部総長）と将棋をさした時には一方的に勝ち、伏見宮の付き人に手加減するよう耳打ちされると「同僚や部下には戯れで負けることもあるが、大事な目上の方には誠心誠意相手をする」と返答した。
戦死した部下にはその家族に自筆で手紙を書き、場合によっては自ら墓参に訪れることもあった。空母「赤城」艦長時代、艦載機1機が行方不明となった時は食事も通らず涙をこぼし、搭乗員が漁船に救助されて戻ってくると涙を流して喜んだ。南郷茂章大尉が戦死した際は遺族の元を訪れ、父親から話を聞くと、山本は卒倒するほど慟哭し、周囲から助け起こされるほどだった。戦死した部下の氏名を手帳に認め、その手帳を常に携行していた。この手帳は生前宇垣纏に見せたことがあり、山本戦死後、宇垣の秘書を務めた蝦名賢造少尉が整理した。蝦名によれば万葉集、明治天皇、大正天皇、昭和天皇の詩歌や山本の自作詩がぎっしりと書き込まれており、戦死者への賛美と死への決意で満ちていたという。
山本には、部下の扱い方に関して問題があり、特に連合艦隊長官時代の山本が参謀長の宇垣纏に冷淡な態度を取り、重用していた首席参謀黒島亀人に直接指示を出すなどしていたことに批判もある。山本の黒島重用を懸念して「同じ参謀が作戦を練っていたのでは、手の内が見破られる」との忠告もあったが、山本は「黒島は独創的なアイデアを出すので手放せない」「黒島は俺の言ったことに反対する奴だ」と断った。中澤佑中将も、山本は信頼すべき人物を誤ったと指摘している。大和艦長への着任挨拶に訪れた松田千秋に宇垣は「おれは参謀長だけどね、ここではただぼんやりしているだけだ。戦は山本さんと黒島でやっているんだよ」とわびしげに答えたという。山本は「黒島は人の考えが及ばぬところ気づかぬところに着眼して深く研究する。奇想天外なところもあるしかもそれを直言してはばからない美点がある。こういう人がいなければ天下の大事なせぬ。だから手放さない」と語っていた。また、山本の人事改革や賞罰の不徹底の例として、ミッドウェー海戦敗北後も機動部隊の指揮官である南雲忠一中将（長官）と草鹿龍之介少将（参謀長）を再建した機動部隊の指揮官に残留させたことが上げられる。ミッドウェー海戦敗北は山本の責任も大きいため、南雲忠一達の責任を曖昧にすることで自らの責任を回避したという批判も存在する。
『中才は肩書によって現れ、大才は肩書を邪魔にし、小才は肩書を汚す。』という名言を残した。

### 政戦略

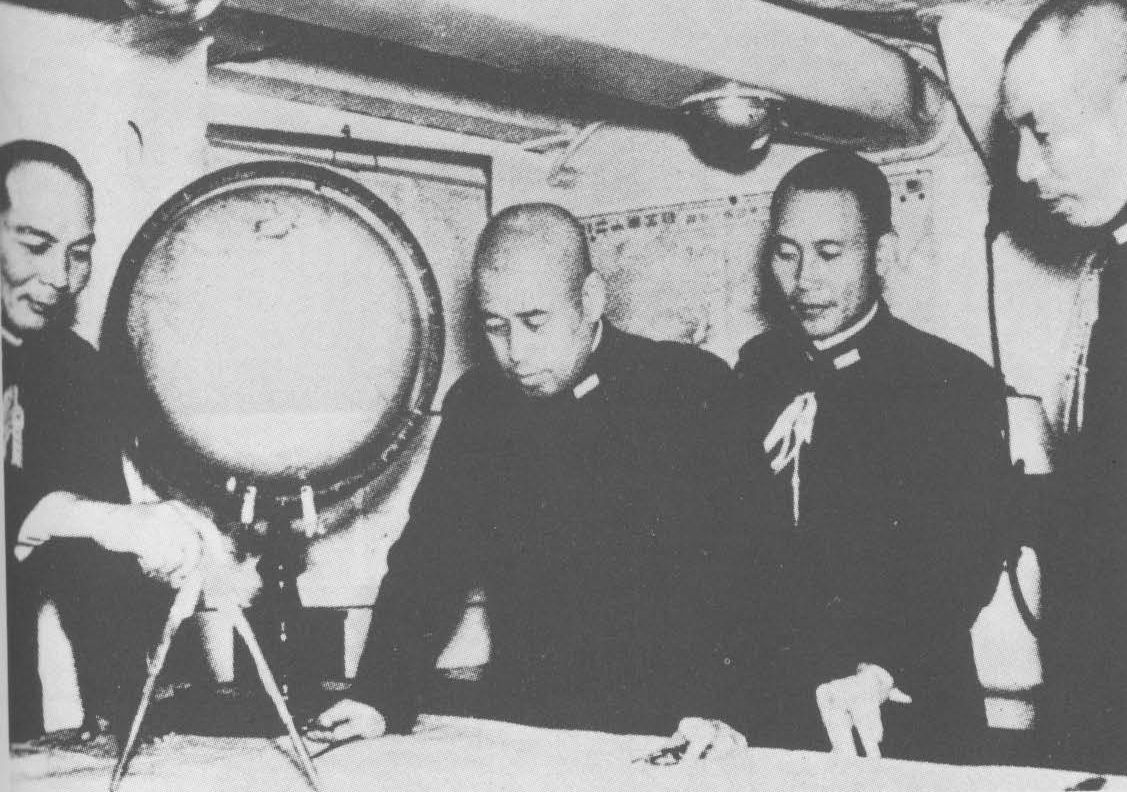
1940年頃、作戦検討中の山本と幕僚
（左から宇垣纏参謀長、山本、藤井茂、渡辺安次）

山本は、大艦巨砲主義が趨勢の中でいち早く航空主兵論に着目したこと、対英米強硬論や日独伊三国軍事同盟に対して反対したことなど、政治家的資質もある先見性のある人物として評価される。
山本の太平洋戦争における戦略は、攻勢作戦によって大戦果をあげて相手の戦意をくじき、有利な条件で早期講和を締結するというものだった。「機動部隊による艦隊決戦で勝利すれば、講和の機会が訪れる以上の考えはなかった」という指摘もある。山本は桑原虎雄少将に対し、日本の大幅譲歩による講和への希望を語ったが、「結局、斬り死にするほかなかろう」と政治への失望も語っている。
山本は航空主兵論者であった。ロンドン海軍軍縮会議で米：英：日の海軍力が5：5：3比に決定すると、山本は航空兵器で差を埋めることを主張し、航空技術本部長として研究を重ねた。山本は「頭の固い鉄砲屋の考えを変えるのには、航空が実績をあげてみせるほか方法はないから、諸君は更に一層訓練や研究に努めるべきだ」と航空主兵論を励ます一方、横須賀航空隊で「金持ちの家の床の間には立派な置物がある。そのものには実用的の価値はないが、これあるが故に金持ちとして無形的な種々の利益を受けていることが多い。戦艦は、なるほど実用的価値は低下してきたが、まだ 世界的には戦艦主兵の思想が強く、国際的には海軍力の象徴として大きな影響力がある。だから諸君は、戦艦を床の間の置物だと考え、あまり廃止廃止と主張するな」と訓示もした。
山本は、従来から航空主兵の思想であり、1934年（昭和9年）には、既に戦艦の実用的価値は少なくなったと述べていた。同年4月末の連合艦隊の戦訓研究会において、中央からの出席者を前にして、「軍備は重点主義に徹底して、これだけは敗けぬという備えをなす要がある。これがためには、わが海軍航空の戚力が敵を圧倒することが絶対に必要である」旨を述べていた。軍令部は開戦後の航空部隊の活躍、資材や工業力の見通しから改訂を研究し、また連合艦隊の意見を求めて、1942年（昭和17年）4月下旬には一案を作った。これは当時の航空関係生産力拡大可能の見通しから決めたものであったが、連合艦隊側は、なお航空に重点を集中すべきだとして、山本は、思い切った重点主義を採り、艦艇戦備を減らしても航空生産力を急増するよう、工業力の配分を大きく改めるべきだと口にしていた。山本の航空主兵論は戦艦建艦競争となった場合に圧倒的工業力を持つ米国に対抗できないという事情も加味されているという意見もある。
山本は、早期に航空戦力の有効性に気が付いて重視し、航空戦備を推進した先見性が評価される一方で、南方作戦後は作戦の失敗が続き、航空戦力を消耗させており、航空戦力を本当に理解できていたのかなど、山本の戦略を疑問視する意見もある。淵田美津雄大佐は、山本が戦艦「大和」を安全な戦線後方に温存し遊兵化したこと、「い号作戦」で圧倒的物量を持つ米軍相手に航空消耗戦を挑み、再建したばかりの空母機動部隊搭乗員をさらに消耗させたことを批判して山本五十六は凡将だったと語っている。中島親孝中佐は、日本戦艦として比較的高速の「大和」と金剛型戦艦を先頭に立たせれば戦艦の価値を発揮できたとし「空母機動部隊の価値も、米軍のそれを見せつけられるまで、ほんとうには悟れなかったのではあるまいか」と語っている。アメリカ太平洋艦隊司令長官チェスター・ニミッツは、山本に関し、米軍の侵攻への防衛戦となってからは戦況推移に沿った指揮ではなく、真珠湾攻撃後の南雲機動部隊を西太平洋・インド洋方面に転用したことで、米軍に衝撃から立ち直る時間を与えており、この時間が最大の助けになったと語っている。

### 交際関係

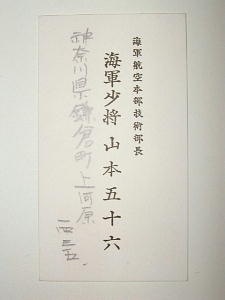
手書きで住所が書き込まれた昭和7年頃の名刺

大柄で重厚な米内光政とは容姿・性格双方で対照的だったが、親友となった。海軍砲術学校教官時代、同室の二人が退屈しのぎに短剣投げ競争を始めた頃から関係が深まった。東條英機をよく思っておらずニュースで名前を聞くと、よく皮肉の対象にしていた。
「長門」や「大和」には山本宛に大量の手紙が届いたが、「連合艦隊司令長官様」は公文書、「山本五十六様」は私信で、私信は山本自ら返信を書いた。1日30通の郵便を出したが、ほとんど私信への返信である。連合艦隊司令長官就任直後には渓口康麿（海兵51期。礼子関係親戚）に宛てた手紙の中で、5歳の長男に差出人を「56」と書いた。海軍兵学校時代は、姪の高野京と交流が深く、多くの手紙を書いた。
「大和」の山本私室に、交流があった岩井尊人海軍主計大尉の娘・照子が描いた軍艦のクレヨン画を飾っていた。岩井は昭和15年（1940年）に逝去しており、山本は「大和」から照子を励ます手紙を送っている。同郷の反町栄一とは共に旅を楽しむほど家族ぐるみのつきあいだった。山本は、反町が新潟から名産品を届けてくれることを喜んでいた。
1918年（大正7年）頃、少佐だった山本は佐世保で18歳の鶴島正子（鶴島ツルとも）と愛人関係になった。後に関係が薄れても交流が途切れることはなく、鶴島は山本の手紙をスーツケースが一杯になるほど持つことになった。
新橋に梅龍と名乗る愛人・河合千代子をかこっており、1930年（昭和5年）のロンドン軍縮会議直前（山本は日本側代表）に深い関係になった。河合によれば、宴会の席で威張っていて無口だった山本を誘惑しようとしたが、逆に彼女の方が参ってしまったという。河合と山本は互いの事を「お兄さん」「妹」と呼んでいる。山本は多くの手紙を河合に書き、1941年（昭和16年）12月4日、山本はバラの花束を河合に与え翌日の手紙で「この花びらの散る頃を待つように」と伝えている。真珠湾攻撃は4日後の12月8日だった。河合が肋膜炎を病むと頻繁に手紙を送り、12月28日には「方々から手紙などが山のごとく来ますが、私はたったひとりの千代子の手紙ばかりを朝夕恋しく待っております。写真はまだでしょうか」と書いている。寵児だった渡辺安次を代理として見舞わせたこともある。河合の家には、宇垣纏を始めとする連合艦隊参謀が度々訪れて世話になっていた事が、山本から河合への手紙で判明している。山本戦死後、河合千代子は海軍省から自決をせまられたが拒否、だが60通ほどの手紙を提出し、山本から与えられた恩賜の銀時計も没収された。河合は1989年（平成元年）に死去し、山本の遺髪と共に葬られた。

## 栄典
位階
- 1905年（明治38年）10月4日 - 正八位[457]
- 1907年（明治40年）11月30日 - 従七位[458]
- 1909年（明治42年）12月20日 - 正七位[459]
- 1915年（大正4年）1月30日 - 従六位[460]
- 1920年（大正9年）1月20日 - 正六位[461]
- 1924年（大正13年）1月21日 - 従五位[462]
- 1929年（昭和4年）3月15日 - 正五位[463]
- 1934年（昭和9年）4月16日 - 従四位[464]
- 1939年（昭和14年）5月1日 - 正四位[465]
- 1941年（昭和16年）5月15日 - 従三位[466]
- 1943年（昭和18年）4月18日 - 正三位[467]

階級
- 1943年（昭和18年）4月18日 - 元帥（没後追賜）[468]

勲章等
| 受章年                     | 略綬 | 勲章名             | 備考                 |
| -------------------------- | ---- | ------------------ | -------------------- |
| 1911年（明治44年）11月27日 |      | 勲五等瑞宝章       |                      |
| 1915年（大正4年）11月10日  |      | 大礼記念章（大正） |                      |
| 1920年（大正9年）11月1日   |      | 勲四等旭日小綬章   |                      |
| 1931年（昭和6年）10月31日  |      | 勲二等瑞宝章       |                      |
| 1939年（昭和14年）3月23日  |      | 勲一等瑞宝章       |                      |
| 1940年（昭和15年）4月29日  |      | 旭日大綬章         |                      |
| 1943年（昭和18年）4月18日  |      | 大勲位菊花大綬章   |                      |
| 1943年（昭和18年）4月18日  |      | 功一級金鵄勲章     |                      |
| 1943年（昭和18年）5月21日  |      | 国葬               | 葬儀執行：同年6月5日 |

外国勲章佩用允許
| 受章年                    | 国籍         | 略綬 | 勲章名               | 備考         |
| ------------------------- | ------------ | ---- | -------------------- | ------------ |
| 1938年（昭和13年）5月30日 | 満洲帝国     |      | 勲二位景雲章         |              |
| 1938年（昭和13年）11月4日 | イタリア王国 |      | 王冠勲章グランクロア |              |
| 1940年（昭和15年）2月9日  | ドイツ国     |      | ドイツ鷲勲章大十字章 |              |
| 1943年（昭和18年）5月27日 | ドイツ国     |      | 剣付柏葉騎士鉄十字章 | （没後叙勲） |

## 家系

### 系譜
- 高野貞通＝高野貞吉―高野五十六
- 源満政……山本義路＝山本五十六

家紋は「左三つ巴」である。
親
- 父：高野貞吉（高野家の婿養子）
- 母：高野峯子（貞通の実娘）
- 養父：山本義路（山本帯刀）

兄弟
- 長兄：高野譲（高野力）
- 次兄：高野登

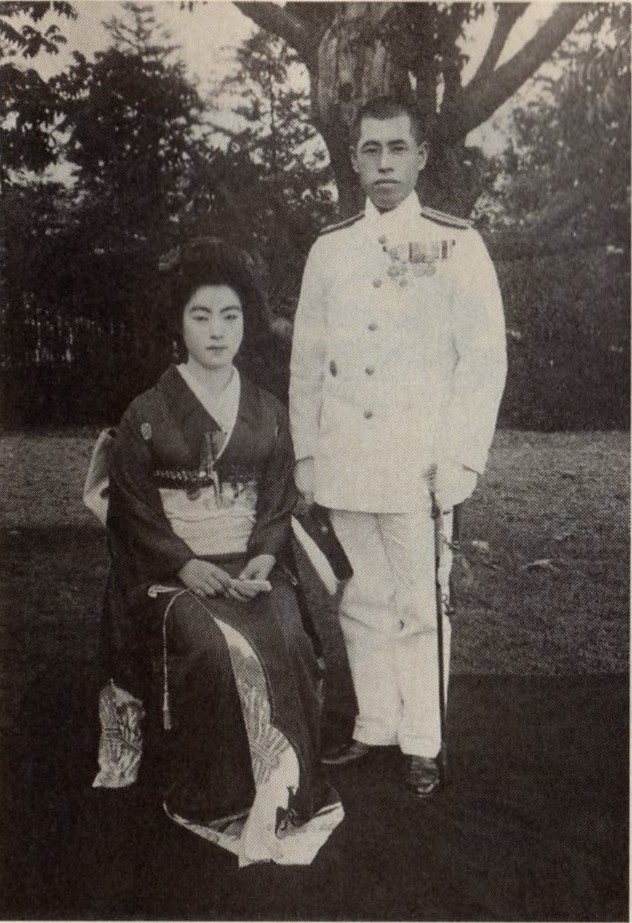
山本五十六と妻の礼子。結婚式において撮影。

- 三兄：高野丈三 - 築地の日本福音教会の牧師
- 四兄：高野留吉
- 五兄：高野季八

姉妹
- 長姉：高野加壽

妻
- 妻：山本礼子

子
- 長男：山本義正
- 次男：山本忠夫（後に中林に改姓）
- 長女：山本澄子 - 渡辺善十郎次男・善次郎の妻[478]
- 次女：山本正子山下源太郎，黒井悌次郎，山本五十六　周辺の系図

親戚

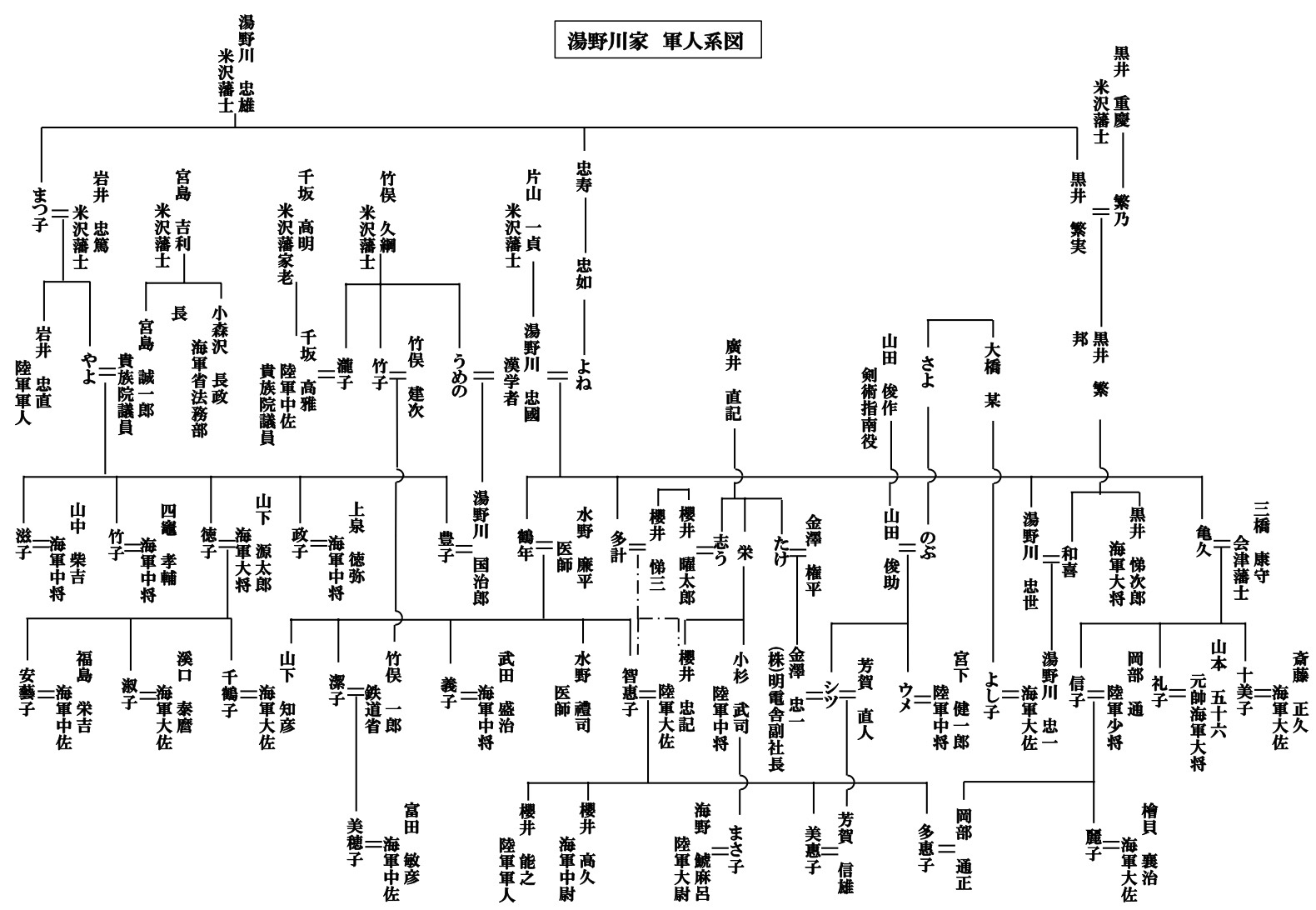
山下源太郎，黒井悌次郎，山本五十六　周辺の系図

- 叔父（父の妹の夫）：野村貞海軍少将[479]
- 相婿（妻同士が姉妹）：斎藤正久 海軍大佐、岡部通 陸軍少将

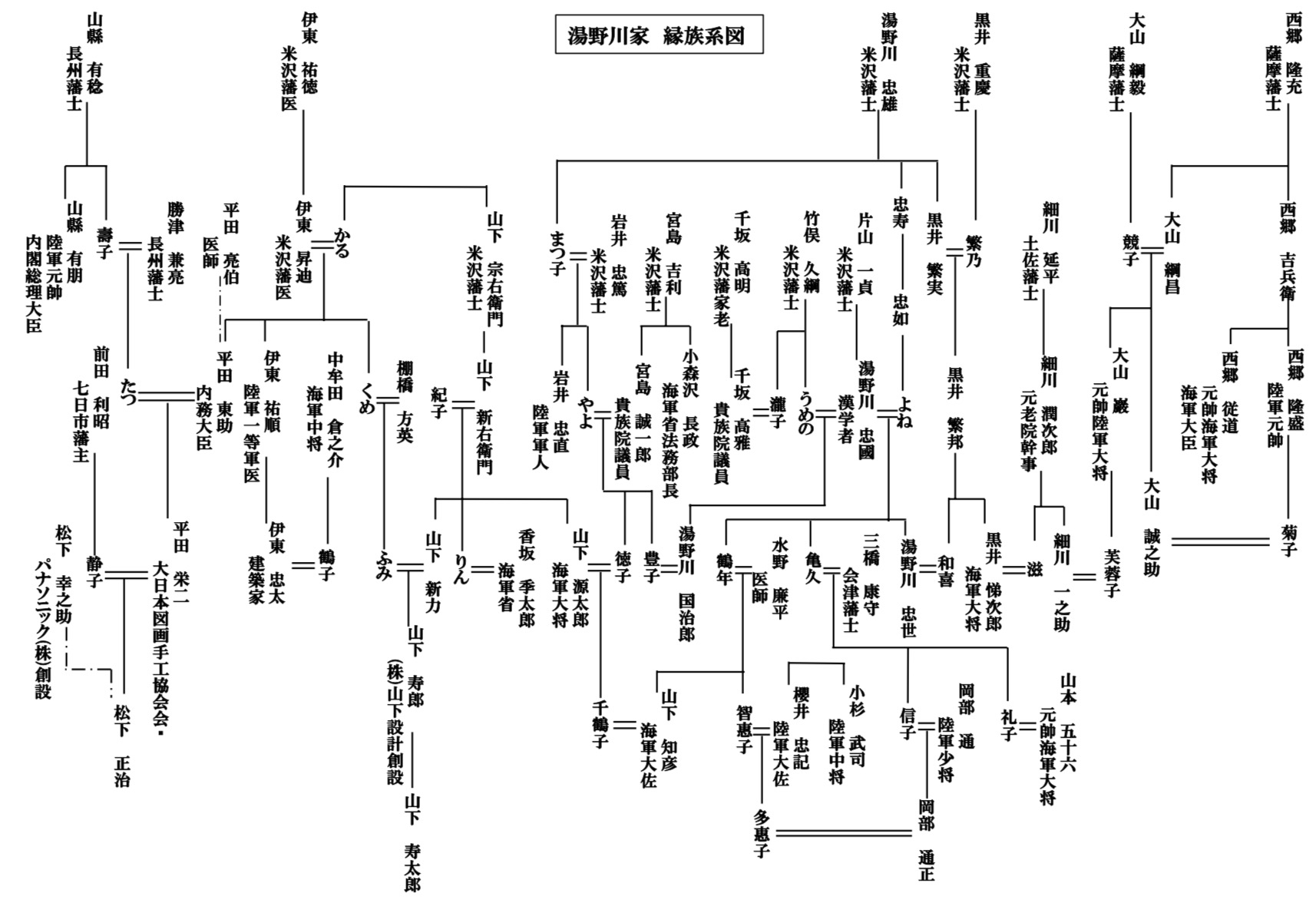
妻礼子（湯野川家）の周辺の系図

礼子の遠縁には山下源太郎海軍大将や黒井悌次郎海軍大将がいる。

### 山本氏
1915年（大正4年）、旧越後長岡藩士・高野貞吉の六男であった高野五十六が海軍大学を修了して、海軍で佐官以上の地位が約束されたとき、牧野忠篤子爵が31歳になる五十六の将来を見込んで、彼が断絶した山本氏を相続するかたちで家名を再興させた。
山本氏は源満政を祖とする清和源氏の一流であり、戦国時代には三河国の小豪族として成長したが、桶狭間の戦い後に徳川家康が岡崎に自立して三河を平定していくなかで、永禄8年（1565年）牧野家と山本家は共に家康に臣従、直参旗本となった。天正年間、山本成行のときに、家康直参のまま上州大胡藩の藩主となっていた牧野康成に与力し、その後そのまま牧野家の家臣となった。元和4年（1618年）に牧野家が越後長岡藩に加増移封されると、山本家は上席家老連綿（上席家老職を世襲する家）1,100〜1,300石の家格に定着した。
大政奉還後の越後長岡藩は奥羽越列藩同盟に加わって北越戦争で官軍と交戦し敗北、新政府から戦争責任の追及で藩主牧野家は筆頭家老・河井継之助と上席家老・山本帯刀を反乱の首謀者として報告し両家はともに家名断絶となった。このため維新後牧野家では、家祖の代から深いつながりがある山本家の家名再興を使命として尽力することになる。山本家は戸籍の上では1884年（明治17年）にいったん再興されたが、戸籍内に男子がない「女戸」でその女子も死亡して以来、山本氏は廃家となっていた。
山本五十六も太平洋戦争という勝機の少ない戦いに反対しながら、戦争を指揮主導した悲劇的な指揮官として幕末の長岡藩家老・河井継之助同様の立場になっている。
山本氏の後継に選ばれた五十六の高野家は元々信濃上田藩の家臣であったが、慶安元年（1648年）高野七左衛門のときに牧野家に再仕官し、40石の馬廻り衆（中級藩士）となり、延享年間に高野秀右衛門が家老・山本勘右衛門の補佐をしたことを機に、以後代々高野家は山本家と深い関係を持っており、家格も100〜150石の大組（上級藩士）として郡奉行・勘定方支配・取次格などを務めるまでになっていた。しかし山本家廃絶の明治2年には、首脳部から外れて8等官・計司となっていた。

## 記録・史跡
- 山本の映像は戦死直前にラバウルで撮影されたものと、海軍病院船氷川丸を訪問した時のものが残っている。前者は日本ニュースで紹介され、後者は記録映画「海軍病院船」で見ることができる。
- 肉声はロンドン海軍軍縮会議（1934年（昭和9年）の第二次軍縮予備交渉）の代表を務めた際に、当時開設されたばかりの日英間無線電話（国際電話）を介して録音されたものが残っている。国葬当日の夜に特別番組「在りし日の山本元帥」の一つとして放送された他、旧海軍軍楽隊メンバーが集まって録音した行進曲集のレコード・CDにも収録されている。内容は、前半では交渉団が日本を出発した翌日（1934年（昭和9年）9月21日）に襲来した室戸台風の被害にあった人々への見舞いの言葉と復興を願うコメント、後半では山本ら関係者が総力を集めて交渉成立に向けて全力を注いでいる、といったものである。なお、録音の中で山本は「海軍少将」と言っているが、渡英中に海軍中将に昇進していた。
- 山本の墓は多磨霊園と故郷・長岡の長興寺にあるが、後者にある墓は2004年（平成16年）10月23日の新潟県中越地震で倒壊し、2005年（平成17年）4月に復旧した。また、山本が長岡に帰省するたびに立ち寄っていた曹洞宗の禅寺・堅正寺も倒壊。この寺は1964年（昭和39年）の新潟地震でも被害を受け、「もう一度地震が来たら倒れる」と言われていた。

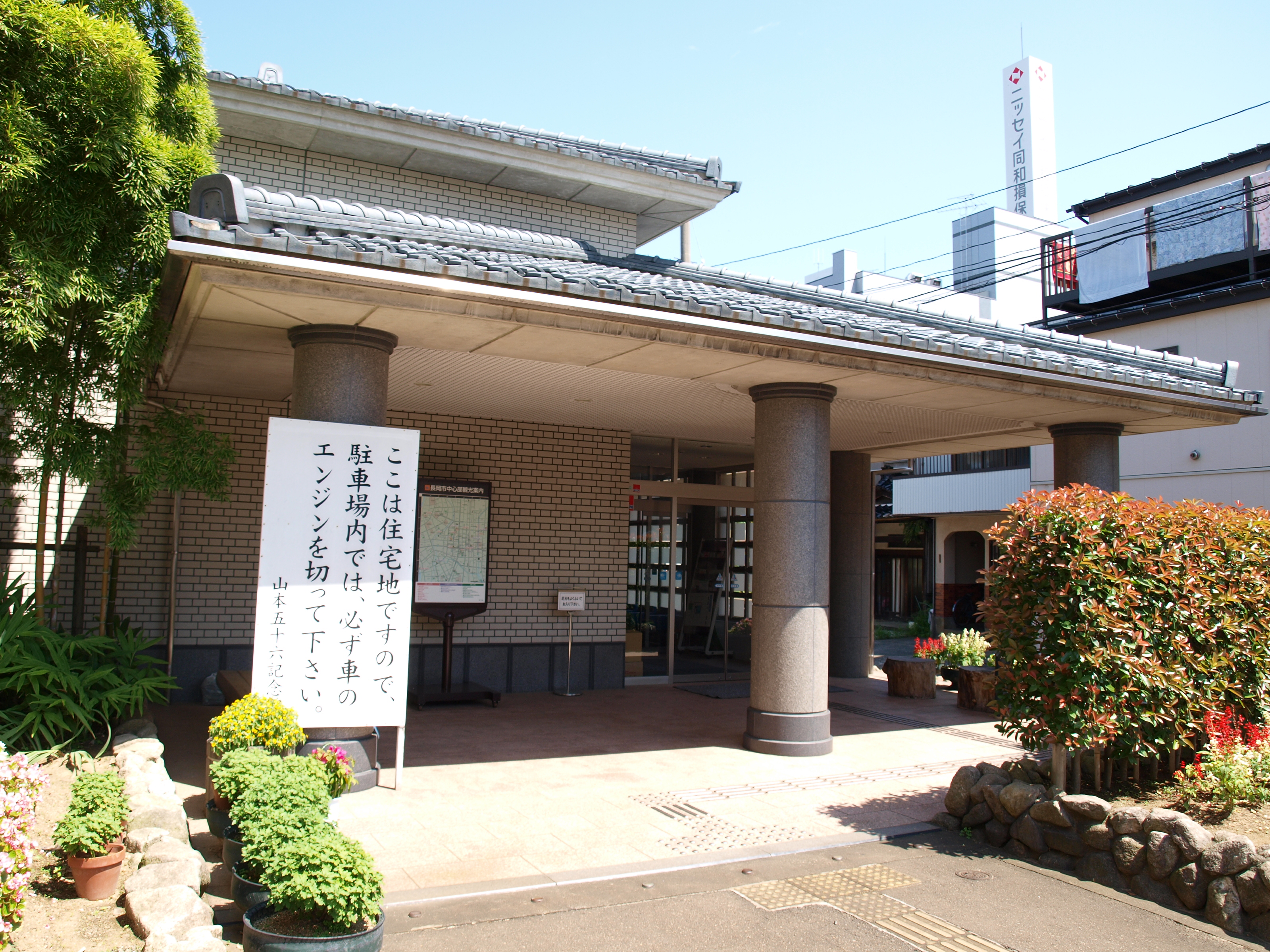
山本五十六記念館（長岡市呉服町）

- 山本の生家は長岡空襲で焼失し、現在は山本記念公園となっている。
  - 山本が戦死した後、ここに“山本神社”を建立して元帥の遺徳を称えようという関係者の動きがあったが、米内光政や堀悌吉などが「山本はそんなこと（神社建立）を嫌っていた。神様扱いされたら困るのは山本自身です」と言って強硬に反対した為、山本神社建立話は沙汰やみになった[482]。
  - 公園には復元された生家や銅像（胸像）が建っている[注釈 8]。
  - 公園の近隣には山本五十六記念館があり、家族や親友に宛てた手紙や軍服などの遺品、ブーゲンビル島上空で戦死したときに搭乗していた一式陸攻の左翼などが展示されている。
- 長男・義正が、府立一中を受験するに当たって、居宅を鎌倉材木座から東京の青山南町に移している（後に一中父兄会の理事に就任した）。なお、青山南町の居宅は東京大空襲で焼失した。
- 山本の戦死の後、1943年（昭和18年）秋に土浦海軍航空隊（現・陸上自衛隊武器学校）に銅像（全身像）が建立された[483]。当該銅像は、敗戦時に占領軍による侮辱を受けることを恐れて上半身と下半身の二つに分離され、隠匿された（上半身は1948年（昭和23年）に発見され、2020年現在は海上自衛隊第1術科学校で保管[483]。下半身は2002年（平成14年）に発見[483]。）[483]。2004年（平成16年）、陸上自衛隊武器学校構内に二代目の銅像（全身像）が建立されている[483]。

- 山本は、開戦前1941年（昭和16年）8月から戦死の前月1943年（昭和18年）3月までの間、沢本頼雄海軍次官宛てに八通の手紙を出していた。この手紙を戦後沢本家が保管していたが、2000年（平成12年）5月に防衛庁（現防衛省）防衛研修所に一括寄贈した[484]。

## 年譜
- 1904年（明治37年）11月14日 -  海軍兵学校を卒業。海軍少尉候補生。
- 1905年（明治38年）
  - 1月3日 - 軍艦「日進」乗組。
  - 5月27日 - 日露戦争日本海海戦にて戦傷を負う。
  - 8月31日 - 任海軍少尉。
- 1907年（明治40年）
  - 8月5日 - 海軍砲術学校普通科学生。
  - 9月28日 - 任海軍中尉。
  - 12月16日 - 海軍水雷学校普通科学生。
- 1909年（明治42年）
  - 10月1日 - 練習艦「宗谷」分隊長心得。
  - 10月11日 - 任海軍大尉。「宗谷」分隊長。
- 1910年（明治43年）
  - 2月1日 - 37期少尉候補生訓練のため豪州へ遠洋航海に出発。7月2日、日本に戻る。
  - 12月1日 - 海軍大学校乙種学生。
- 1911年（明治44年）
  - 5月22日 - 海軍大学校乙種学生教程卒業。海軍砲術学校高等科学生。
  - 12月1日 - 海軍砲術学校高等科学生卒業。海軍砲術学校教官兼分隊長、海軍経理学校教官。
- 1912年（明治45年/大正元年）- 佐世保予備艦隊参謀→軍艦「新高」砲術長
- 1914年（大正3年）
  - 5月27日 - 横須賀鎮守府副官兼参謀
  - 12月1日 - 海軍大学甲種学生。
- 1915年（大正4年） - 牧野忠篤子爵の口添えがあり山本家を相続（→「山本家の相続」の節を参照）。
  - 12月13日 - 任海軍少佐。
- 1916年（大正5年）
  - 9月20日 - 山本と改姓の旨届出
  - 12月1日 - 第二艦隊参謀。
- 1917年（大正6年）
  - 7月21日 - 海軍省軍務局々員
  - 7月27日 - 海軍教育本部々員、海軍技術本部技術会議々員
- 1918年（大正7年）8月 - 結婚願届出、認可。
- 1919年（大正8年）
  - 4月5日 - 米国駐在、ハーバード大学に留学
  - 5月20日 - 横浜を出港、赴任。
  - 12月1日 - 任海軍中佐。
- 1921年（大正10年）
  - 5月5日 - 帰国を命ず。7月19日、横浜着。
  - 8月10日 - 軍艦「北上」副長。
  - 12月1日 - 海軍大学校教官。
- 1923年（大正12年）
  - 6月20日 - 欧米各国へ出張を命ず。30日、海軍軍令部出仕。
  - 12月1日 - 任海軍大佐。
- 1924年（大正13年）
  - 3月31日 - 横浜帰着。
  - 6月17日 - 特務艦「富士」勤務[注釈 9]。
  - 9月1日 - 霞ヶ浦海軍航空隊附。
  - 12月1日 - 霞ヶ浦海軍航空隊副長。
- 1925年（大正14年）
  - 1月7日 - 霞ヶ浦海軍航空隊副長兼教頭。
  - 12月1日 - 米国在勤帝国大使館附武官となる。翌年1月7日出発。
- 1927年（昭和2年）
  - 7月28日 - ワシントン国際無線電信会議に参加。
  - 11月15日 - 帰国を命ぜられ、翌年3月5日帰朝。
- 1928年（昭和3年）
  - 3月 - 軍令部出仕（海大講習員）[485]
  - 8月20日 - 軽巡洋艦「五十鈴」艦長。
  - 12月10日 - 航空母艦「赤城」艦長。
- 1929年（昭和4年）
  - 10月8日 - 海軍軍令部出仕 兼 海軍省出仕[485]
  - 11月12日 - ロンドン軍縮会議に海軍側専門委員として参加。
  - 11月30日 - 任海軍少将。
- 1930年（昭和5年）
  - 9月1日 - 海軍航空本部出仕
  - 12月1日 - 海軍航空本部技術部長[485]
- 1933年（昭和8年）10月3日 - 第一航空戦隊司令官。
- 1934年（昭和9年）
  - 6月 - 軍令部出仕 兼 海軍省出仕[485]
  - 9月7日 - ロンドン海軍軍縮会議予備交渉の海軍側首席代表に任ぜらる。
  - 11月15日 - 任海軍中将。
- 1935年（昭和10年）
  - 2月12日 - シベリア経由で帰朝。
  - 12月2日 - 海軍航空本部長に就任。
- 1936年（昭和11年）12月1日 - 永野修身海相に引き抜かれ海軍次官に抜擢される。
- 1937年（昭和12年） - 米内光政海相のもとで次官留任。
- 1938年（昭和13年）4月25日 - 11月15日 海軍航空本部長（海軍次官兼任）。
- 1939年（昭和14年）8月30日 - 連合艦隊司令長官（第一艦隊司令長官兼任）に親補される。
- 1940年（昭和15年）11月15日 - 任海軍大将。
- 1941年（昭和16年）
  - 1月7日 - 及川古志郎海相に対米戦に対する作戦（真珠湾作戦）を提出する。
  - 8月11日 - 第一艦隊司令長官、高須四郎中将に替わる。
  - 12月8日 - 太平洋戦争（大東亜戦争）開戦。真珠湾攻撃は山本の発案と言われている。
- 1942年（昭和17年）
  - 4月4日 - 勲一等加綬旭日大綬章、功二級金鵄勲章
- 1943年（昭和18年） 
  - 4月18日 - ブーゲンビル島上空で、乗機が撃墜され戦死（海軍甲事件）。

## 主題にした作品
伝記
- 相澤淳『山本五十六　アメリカの敵となった男』（中公選書、2023年）、ロンドン海軍軍縮会議「会議対策私見」ほか資料を活字化
- 阿川弘之『山本五十六』（新潮社、1965年、新版1994年、同「全集第十一巻」、2006年）
- 阿部牧郎『遥かなり真珠湾 山本五十六と参謀・黒島亀人』（祥伝社、2005年）ISBN 4-396-63257-6
- 大木毅『「太平洋の巨鷲」山本五十六』（角川新書、2021年）
- 大野芳『山本五十六自決セリ』（新潮社、1996年）ISBN 4-10-390402-X
- 工藤美代子『海燃ゆ 山本五十六の生涯』光人社、2004年。ISBN 4-06-212339-8。
  - 工藤美代子『山本五十六の生涯』幻冬舎〈幻冬舎文庫〉、2011年。ISBN 978-4-344-41765-6。
- 田中宏巳『山本五十六』（吉川弘文館「人物叢書」、2010年　ISBN　9784642052573）
- 半藤一利『山本五十六』（平凡社、2007年／平凡社ライブラリー、2011年）
- 星亮一『提督の決断 山本五十六』（光人社NF文庫、2021年）
- J・D・ポッター『太平洋の提督－山本五十六の生涯』（児島襄訳、恒文社、1966年、新版2008年）
- 『追悼山本五十六 「水交社記事」より』（新人物往来社「新人物文庫」、2010年）

小説
- 荒巻義雄「艦隊シリーズ」[注釈 10]：『紺碧の艦隊』（徳間書店「トクマノベルス」、1990-1996年）・『旭日の艦隊』（中央公論新社「C★NOVELS」、1992-1997年）

漫画
- 水木しげる『此一戦』

絵画
- 川端龍子「越後（山本五十六元帥）」（「国に寄する」連作の3、1943年、東京都大田区立龍子記念館所蔵）

映画
- 太平洋の鷲（1953年公開、日本映画）演：大河内傳次郎
- 軍神山本元帥と連合艦隊（1956年公開、日本映画）演：佐分利信
- 太平洋紅に染まる時（1960年公開、アメリカ映画）演：後藤武一
- 連合艦隊司令長官 山本五十六（1968年公開、日本映画）演：三船敏郎
- トラ・トラ・トラ!（1970年公開、日米合作）演：山村聡
- ミッドウェイ（1976年公開、アメリカ映画）演：三船敏郎
- 連合艦隊（1981年公開、日本映画）演：小林桂樹
- パール・ハーバー（2001年公開、アメリカ映画）演：マコ岩松
- 聯合艦隊司令長官 山本五十六（2011年公開、日本映画）演：役所広司
- ミッドウェイ（2019年公開、アメリカ映画）演：豊川悦司
- アルキメデスの大戦（2019年公開、日本映画）演：舘ひろし

テレビドラマ
- 特別企画3時間ドラマ 日立スペシャル 大いなる朝 TBS（1979年放映）演：加藤剛
- 海にかける虹〜山本五十六と日本海軍 テレビ東京（1983年放映）演：古谷一行
- 倫敦ノ山本五十六 NHK総合（2021年12月30日[486]）演：香取慎吾